# Kamelia
Kamelia (Camellia japonica L.) är en buske i familjen teväxter.
Den är State Flower i Alabama, USA.

## Beskrivning
Kamelian är en städsegrön buske som växer långsamt. En riktigt kall vinter kan dock göra att blad fälls. Härdig till odlingszon 7 (–12 °C … –17 °C).
Som vildväxande kan kamelia bli 6 – 8 m hög, och påminner ibland om ett litet träd i växtsättet. Den kan bli över 500 år gammal.
Bladens översida är mörkgrön, glänsande och läderartad och kan bli 10 centimeter långa. Undersidan är ljusgrön med bruna prickar. Den tjocka mittnerven är gulaktigt grön. Barken är gråaktig, men nyansen förändras med grenens ålder.
Blommorna kan bli upp till 10 – 15 cm i diameter. De kan vara enkla eller fyllda. De ursprungliga, enkla formerna har fem kronblad. Blomfärgen är vit, röd eller rosa i olika nyanser.
Kamelia blommar mycket tidigt på våren. Redan när det fortfarande är minusgrader i luften kan de första blommorna komma. Hybrider och kulturformer kan ha andra blomningstider, från senhöst till senvår.
Det förekommer att blommor på enstaka grenar spontant muterar till form och färg. Sticklingar tagna från samma gren ger blommor som behåller det ändrade utseendet.
Frukten är en tre-rummig kapsel; vardera rummet innehållande ett eller två bruna frön med 1 … 2 cm diameter. Frukten mognar i september – oktober.
Komelia lever i symbios med svampbildningar på rötterna, s.k. mykorrhiza.

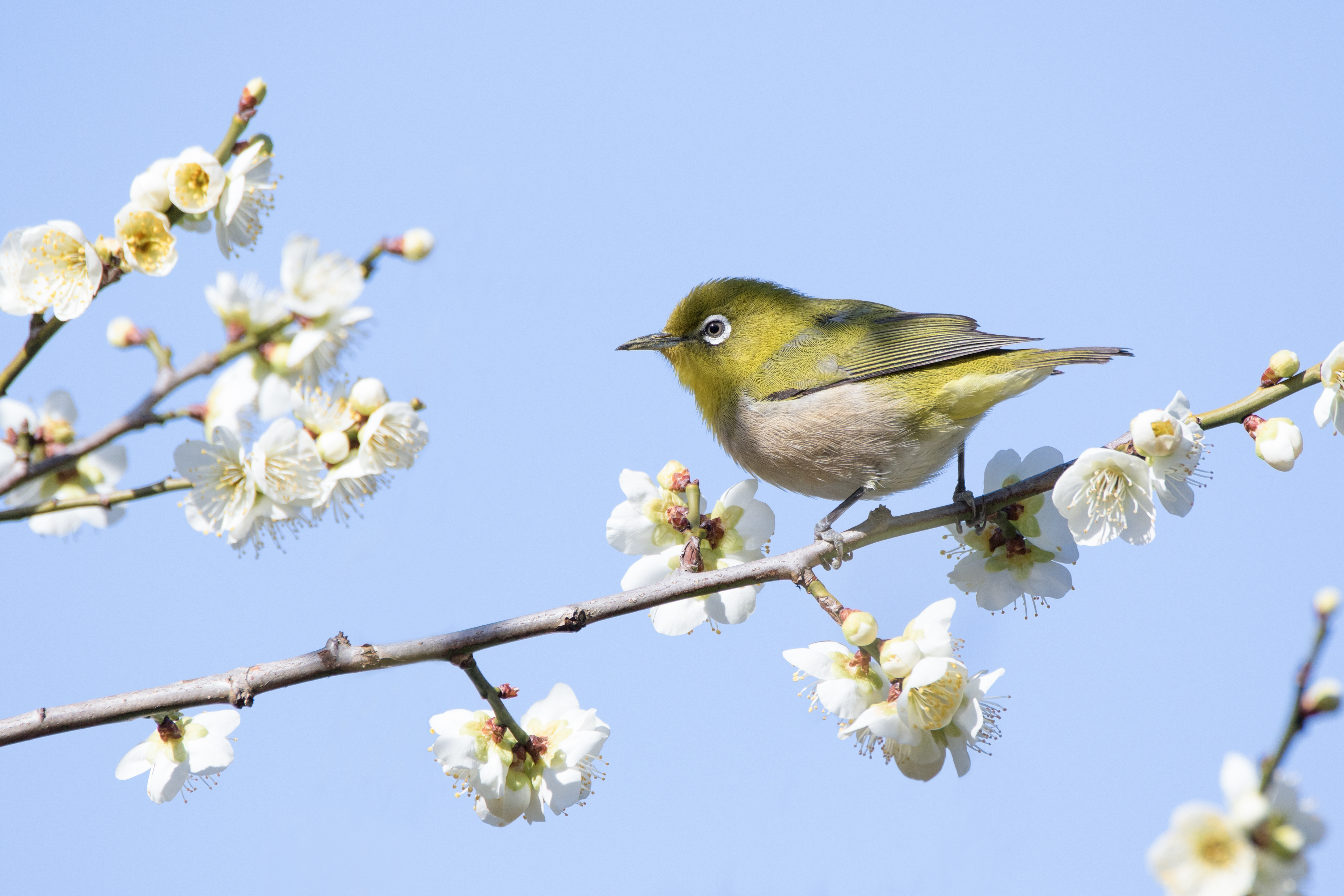
Zosterops japonica

Även fåglar, t.ex. Zosterops japonica hör till dem som pollinerar kamelia. De är egentligen inte intresserade av blommans nektar, utan hoppas finna någon insekt, som söker nektar i blomman. Pollineringen sker då s a s i förbifarten, även om ingen insekt fanns i blomman just då.
Larver av några Lepidoptera-arter, t.ex. dubbelvågig lavmätare, Ectropis crepuscularia, är predatorer till kameliablad.

## Habitat
Kamelia kommer ursprungligen från lövskogar i Japan, Korea och Kina. I bergstrakter tar den sig upp till 1 100 m ö h.
På 1800-talet var kamelia en vanlig krukväxt i Sverige.

## Biotop
På 1800-talet, då kamelia brukade odlas som krukväxt, fanns ofta svala, ljusa rum i bostäderna.+15 °C ansågs på denna tid vara normaltemperatur inomhus vintertid, och man klädde sig därefter. Detta passade kamelian bättre än nutidens högre bostadstemperaturer, ända upp till +24 °C, som medger lättare klädsel.
Jorden bör ha lågt pH-värde, och vara jämnt fuktig. Luftfuktigheten bör vara hög.

## Etymologi
- Släktnamnet Kamelia är uppkallat efter jesuitmissionären och botanikern George-Joseph Kamel (1661-1706), som var den förste att beskriva växten. Han var från Mähren, men verksam som missionär i Manila på Filippinerna, där han även drev ett apotek med kryddträdgård. Han skrev artiklar som infördes i Royal Societys tidskrift i London och blev på så sätt känd som botaniker i Europa.[1]
- Artepitetet japonica betyder "japansk".

## Eponym
- Eugenia kamelii Merr.

## Historik
Växten är uppkallad efter den mähriske apotekaren och forskningsresanden Georg Joseph Kamel som var verksam i Manila. Han levde under senare hälften av 1600-talet och kan ha varit den som först tog kamelian till Europa.

## Underarter och hybrider
I Japan finns två underarter, Camellia japonica subsp. japonica i söder och Camellia japonica subsp. rusticana längre norrut. Den sistnämnda är mer köldtålig, och kallas ibland för "snökamelia".
Framtagning av hybrider har skett i minst 300 år i Kina och Japan. I Japan föredrogs enkla blommor och i Kina dubbla. I början av 1800-talet började man även i Europa att ta fram nya sorter. Det finns minst 2 000 sorter. Odlare har ett klassificeringssystem för kamelior, där de delas in efter blommornas storlek och form.

## Odling och skötsel
Kamelia kan odlas som krukväxt. Jorden måste alltid hållas jämnt fuktig, och även luftfuktigheten ska vara hög. Både vattning och duschning ska ske med kalkfattigt ("mjukt") vatten. Om kamelian får torka ut faller knopparna av. Jorden får inte heller bli för blöt, och under viloperioden på vintern behöver växten mycket mindre vatten än på sommaren. Jorden ska vara sur och helst ha ett pH-värde på omkring 5. Från april till augusti tillförs näring en gång i veckan vid vattning.
Under sommaren bör den omgivande temperaturen vara 15 – 18 °C. Kamelian trivs inte i direkt solsken, men måste ha en så ljus växtplats som möjligt. Krukan ska inte vridas, ty då kan knopparna falla av. För att blomknoppar ska bildas bör temperaturen på vintern vara omkring 10 °C. Omplantering och beskärning kan göras vid behov, och utförs då på våren. Förökning kan ske med toppsticklingar, som tas efter blomningen på våren.

## Användning
Från fröna kan en olja utvinnas, som traditionellt har använts som korrosionsskydd på japanska knivar och vapendelar.

## Bilder

För detaljstudium, vänsterklicka på bilden. Upprepa för att öka förstoringsgraden
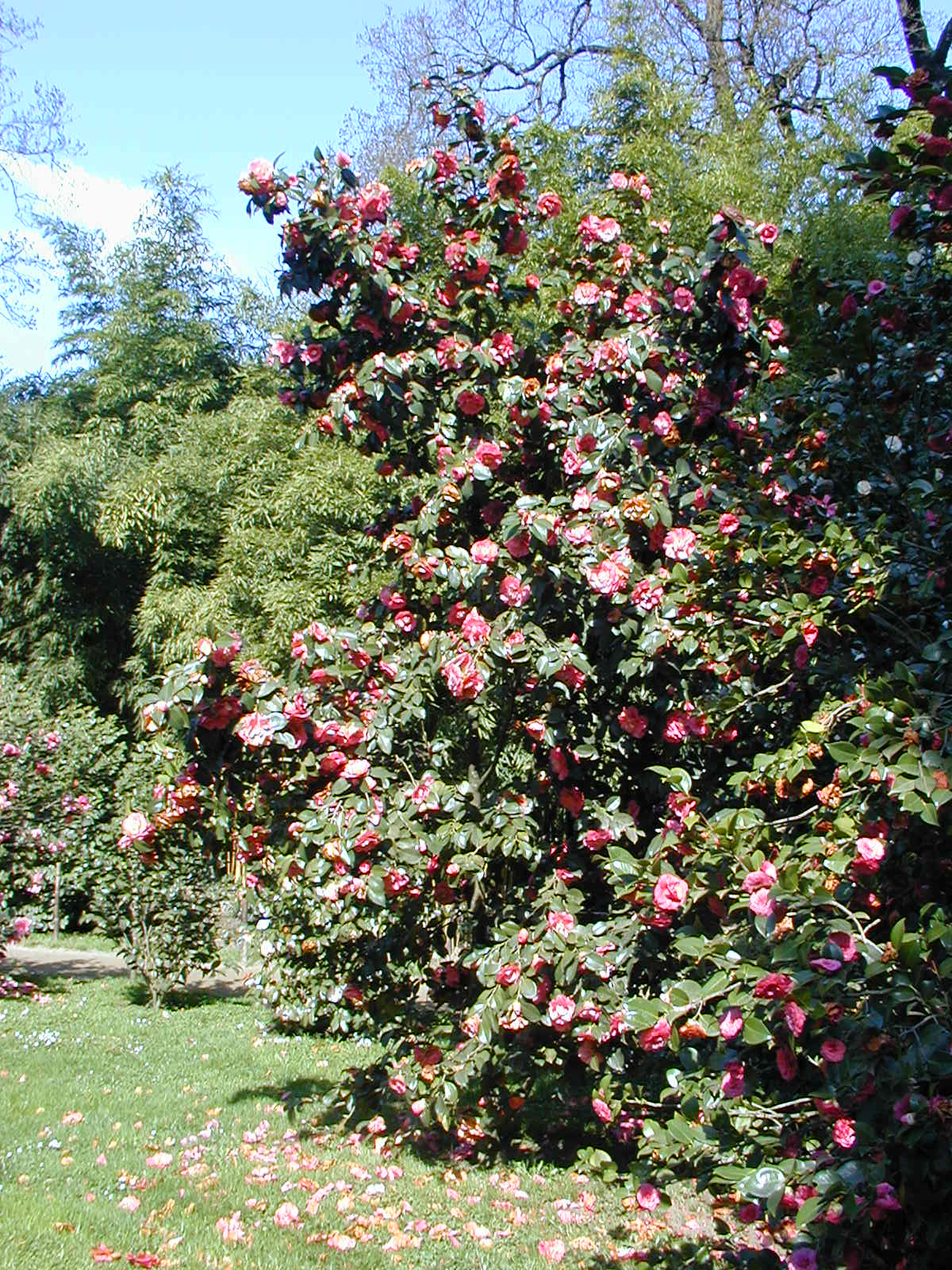
Blommande kamelia.
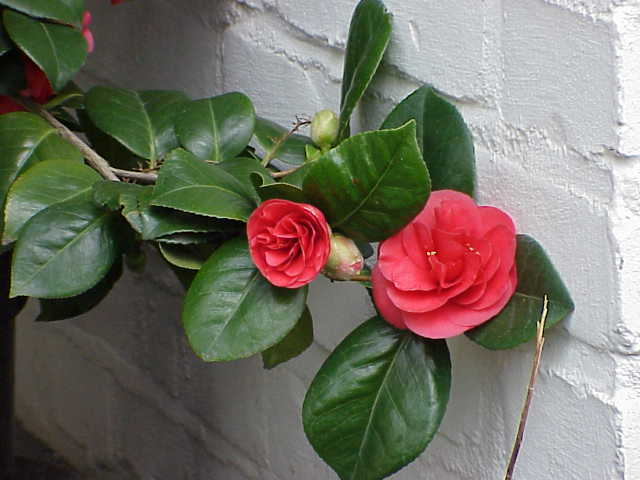
Blad på Camelia japonica.
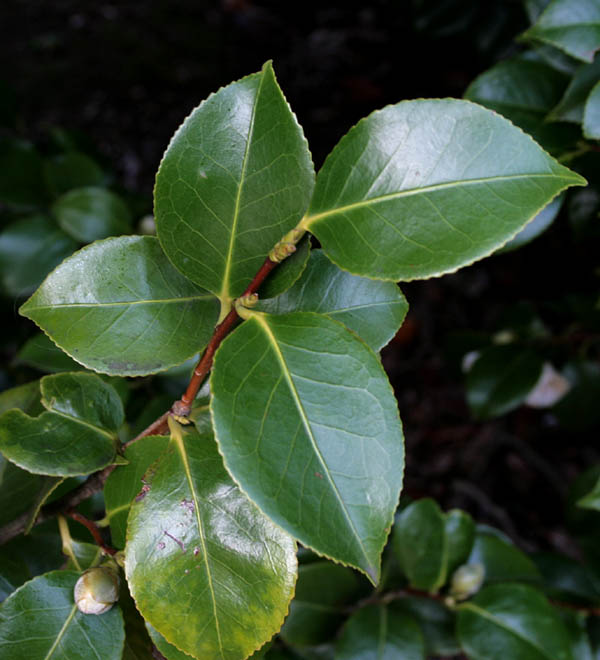
Bladen nätt naggade i kanten (variant 'Comte de Gomer').
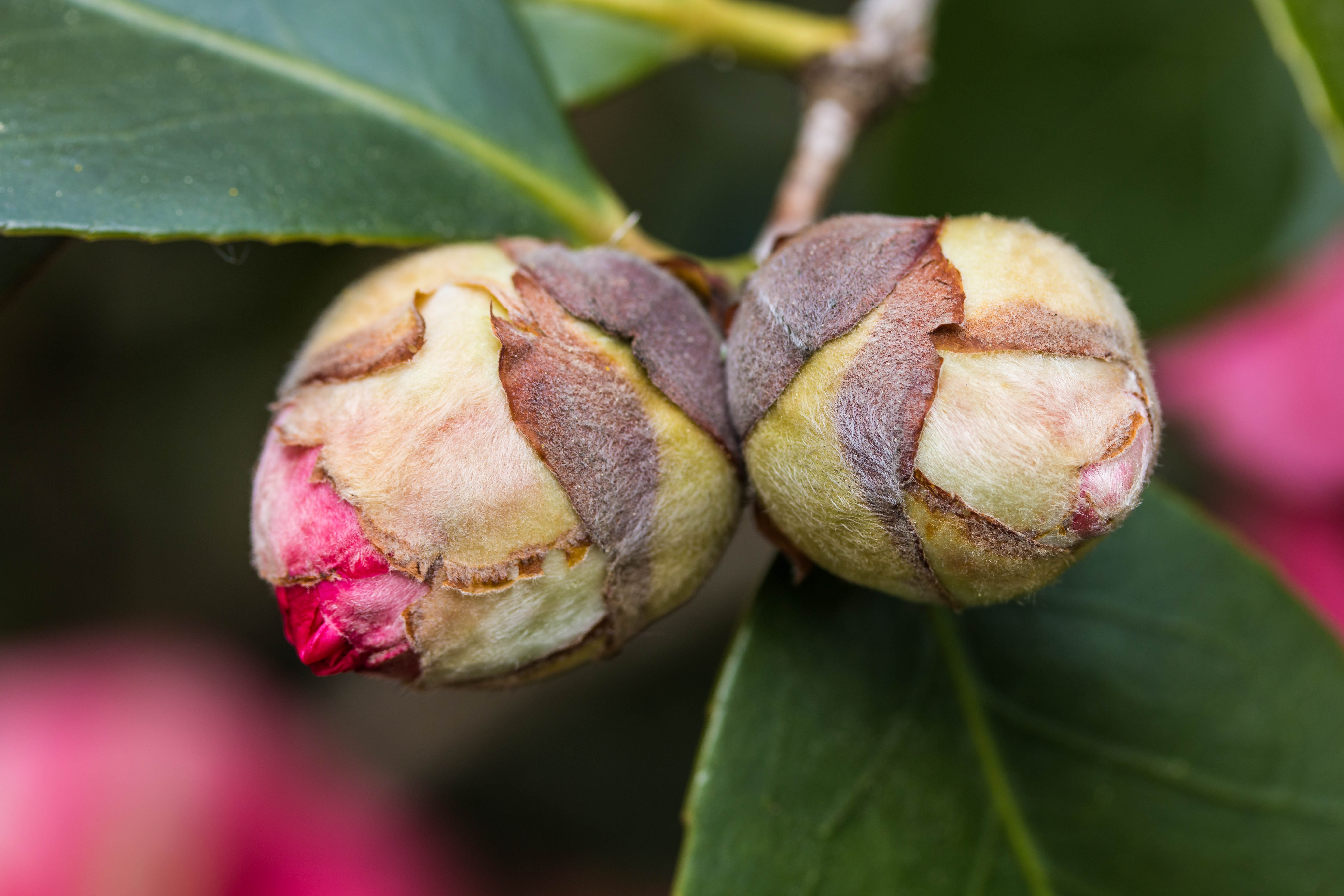
Blomknoppar.
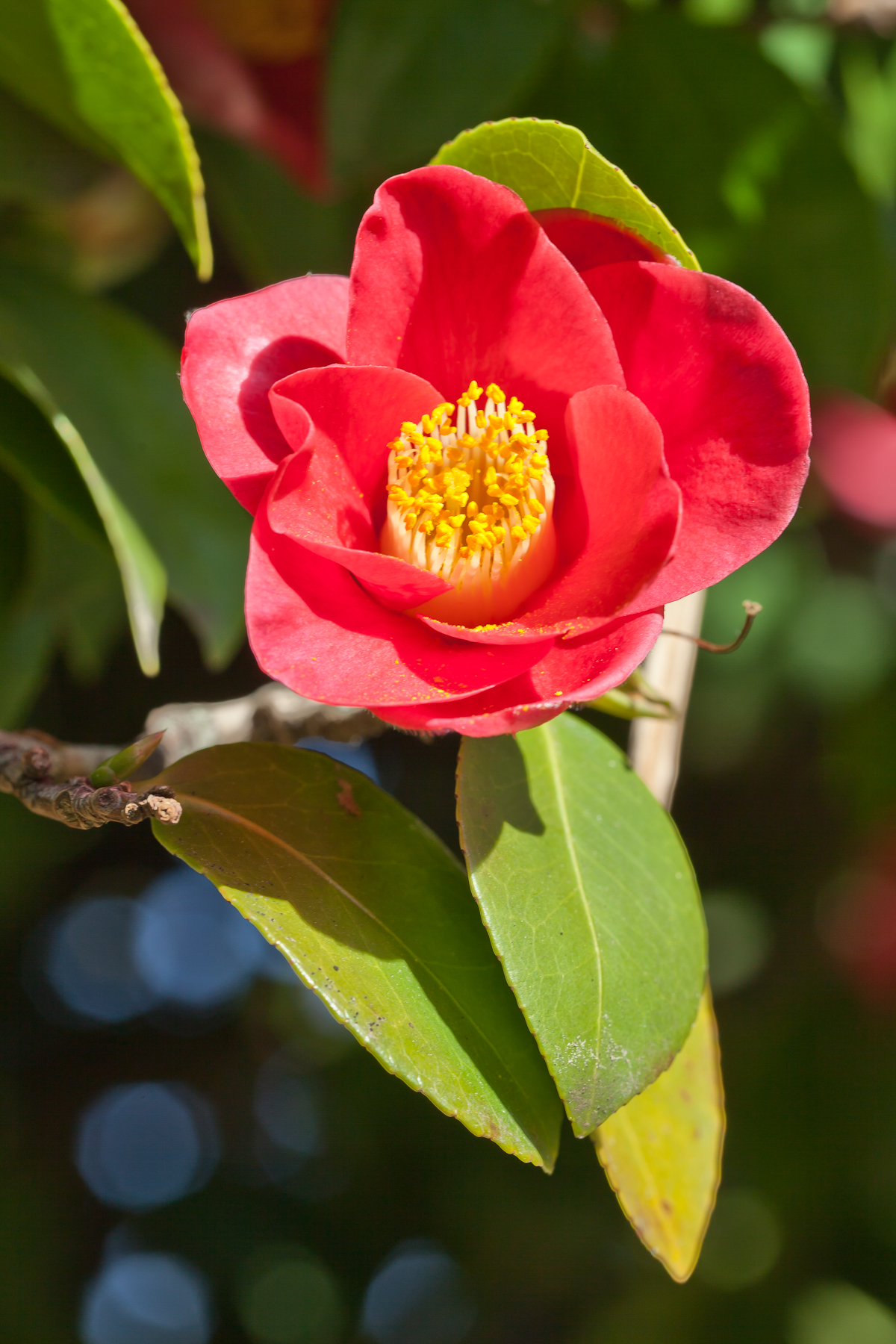
Camelia japonica.
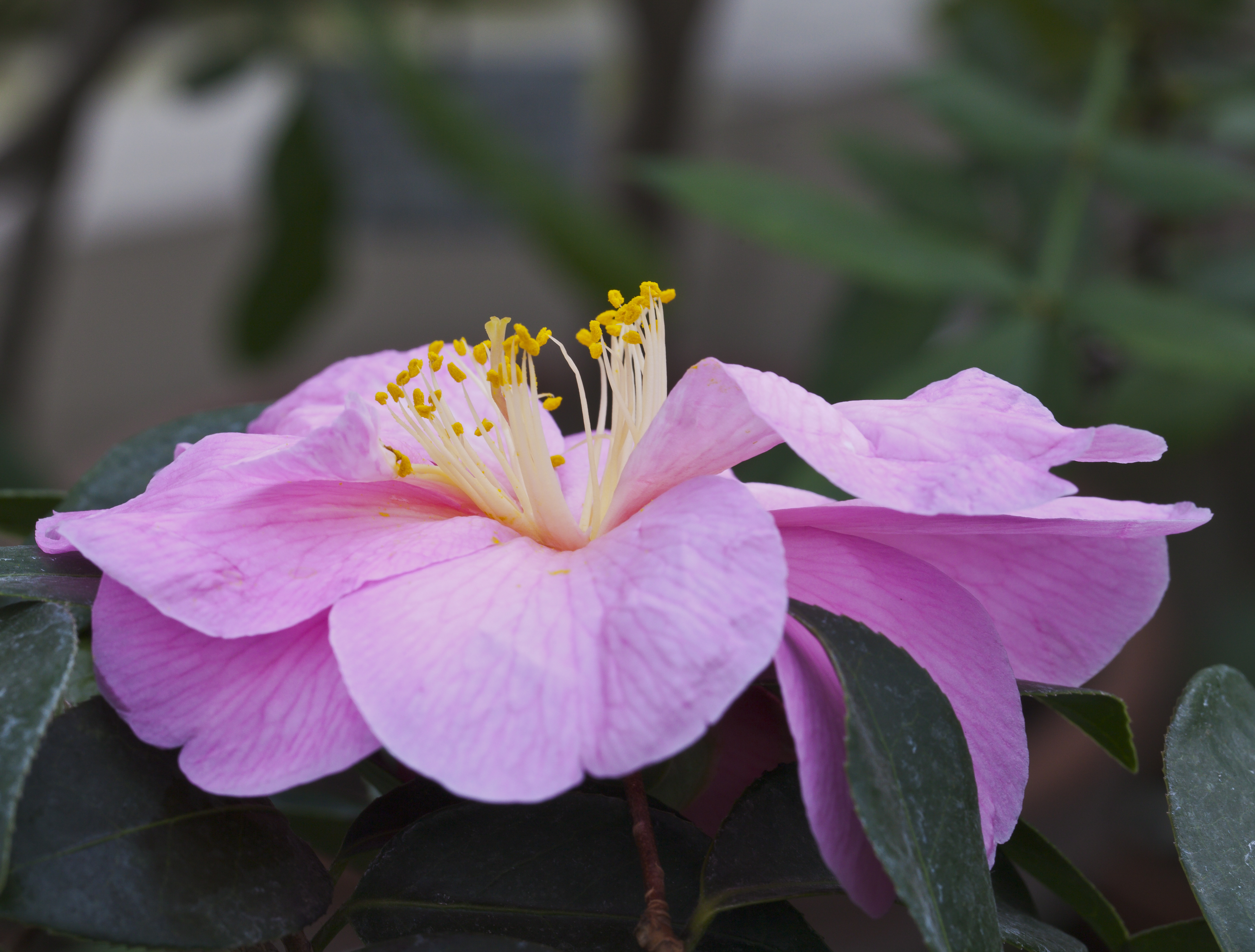
Ståndare i närbild.
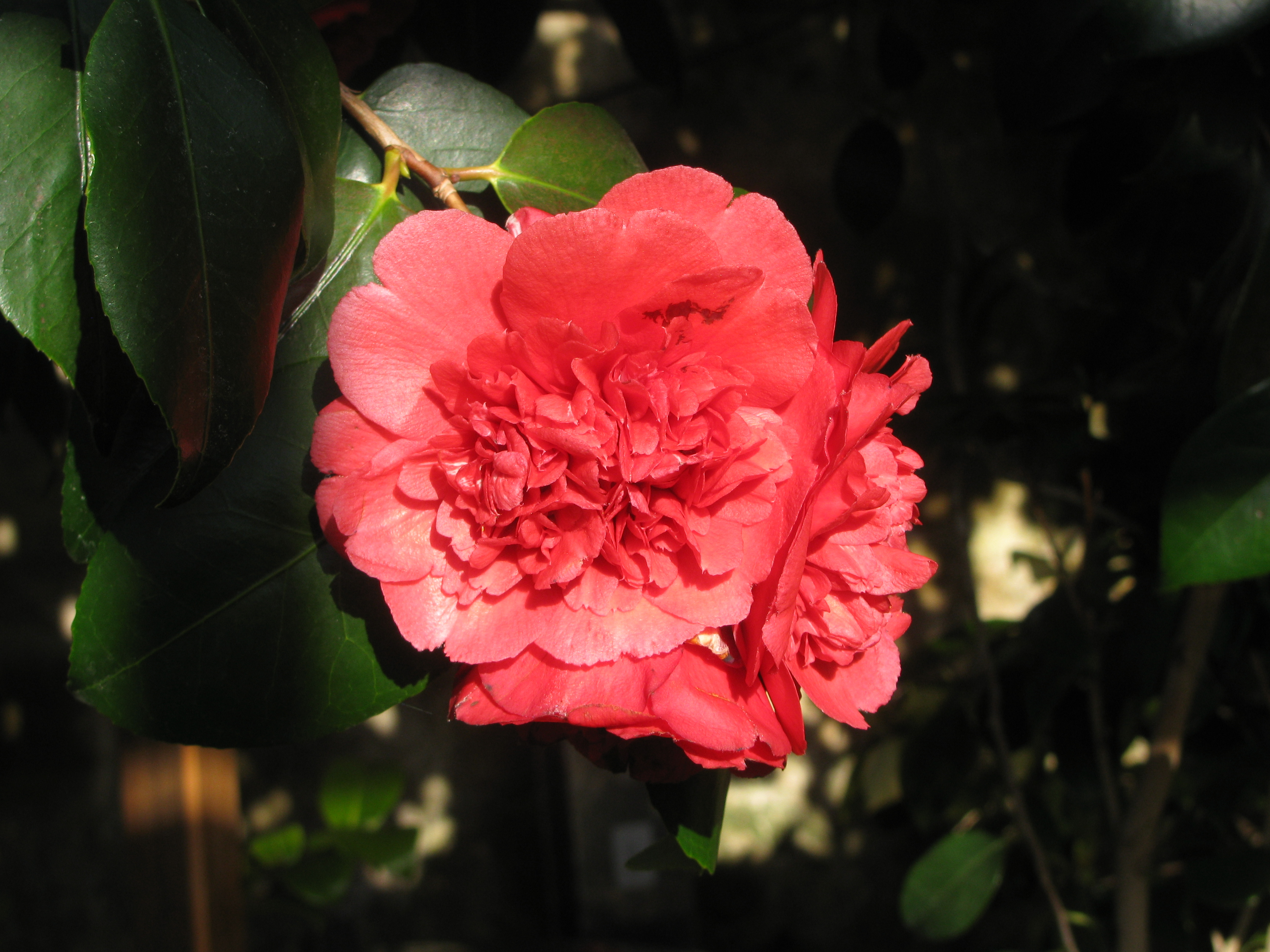
'Althaeiflora'.
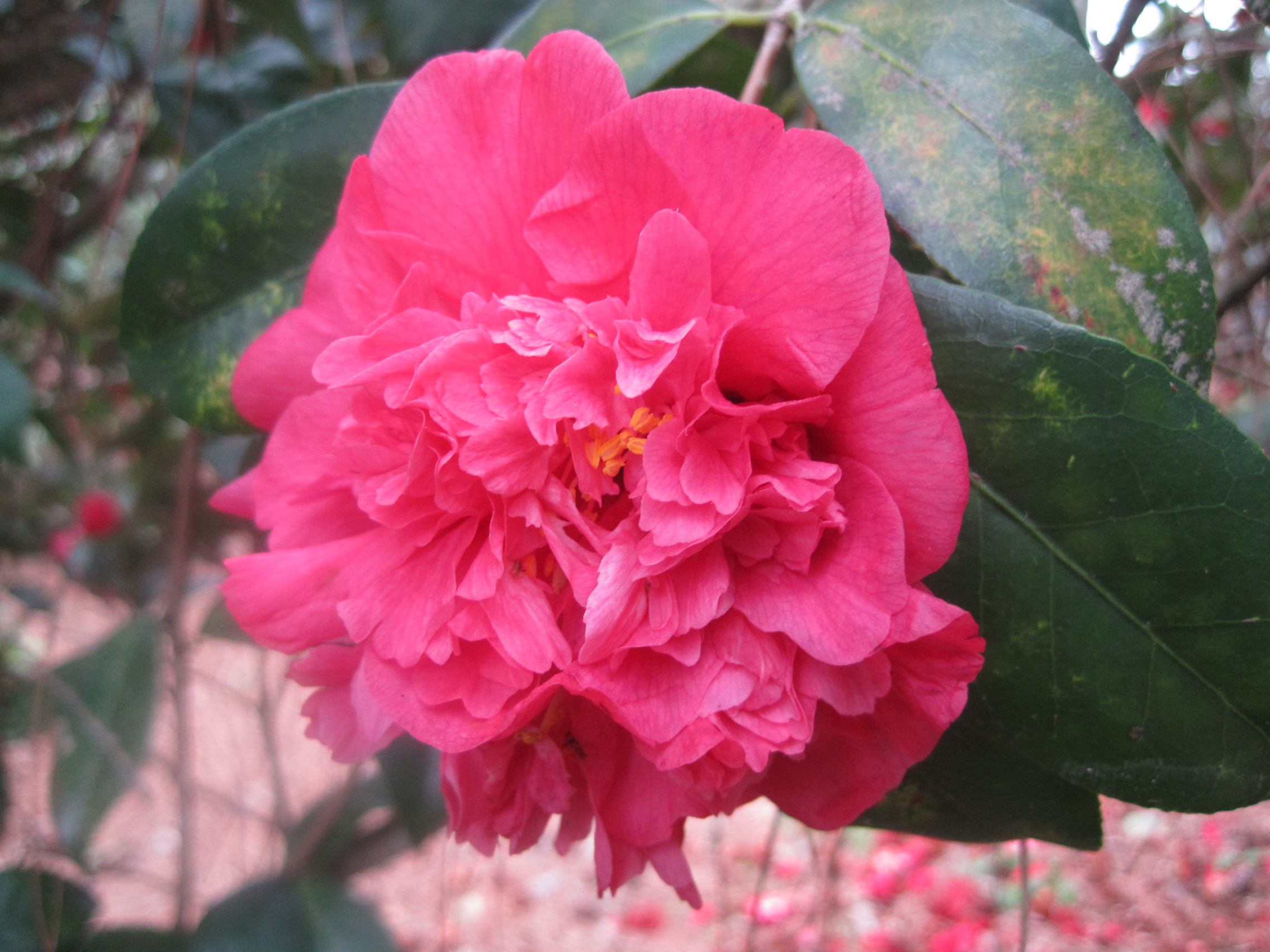
'Ann Blair Brown Variegated'.
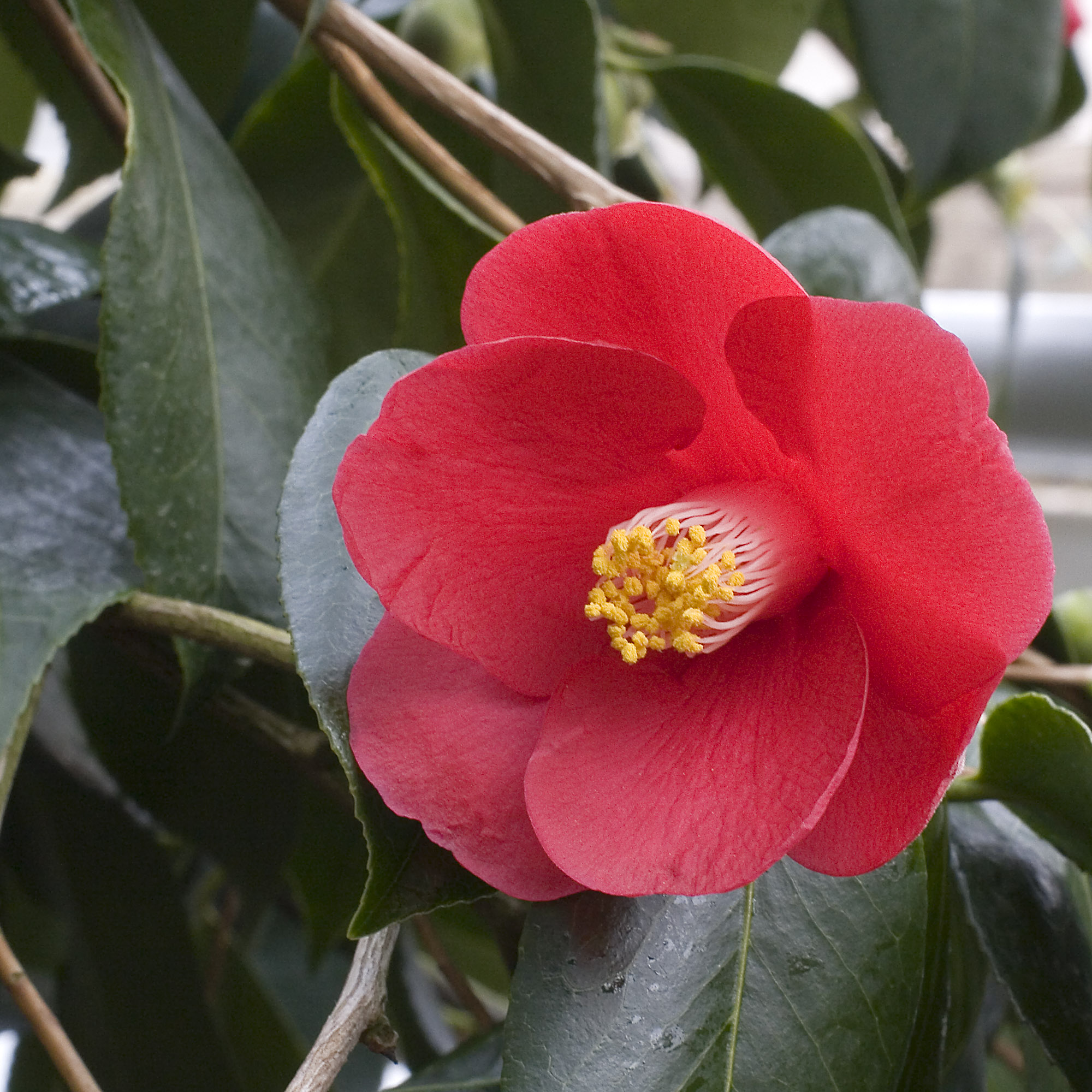
'Ashiya'.
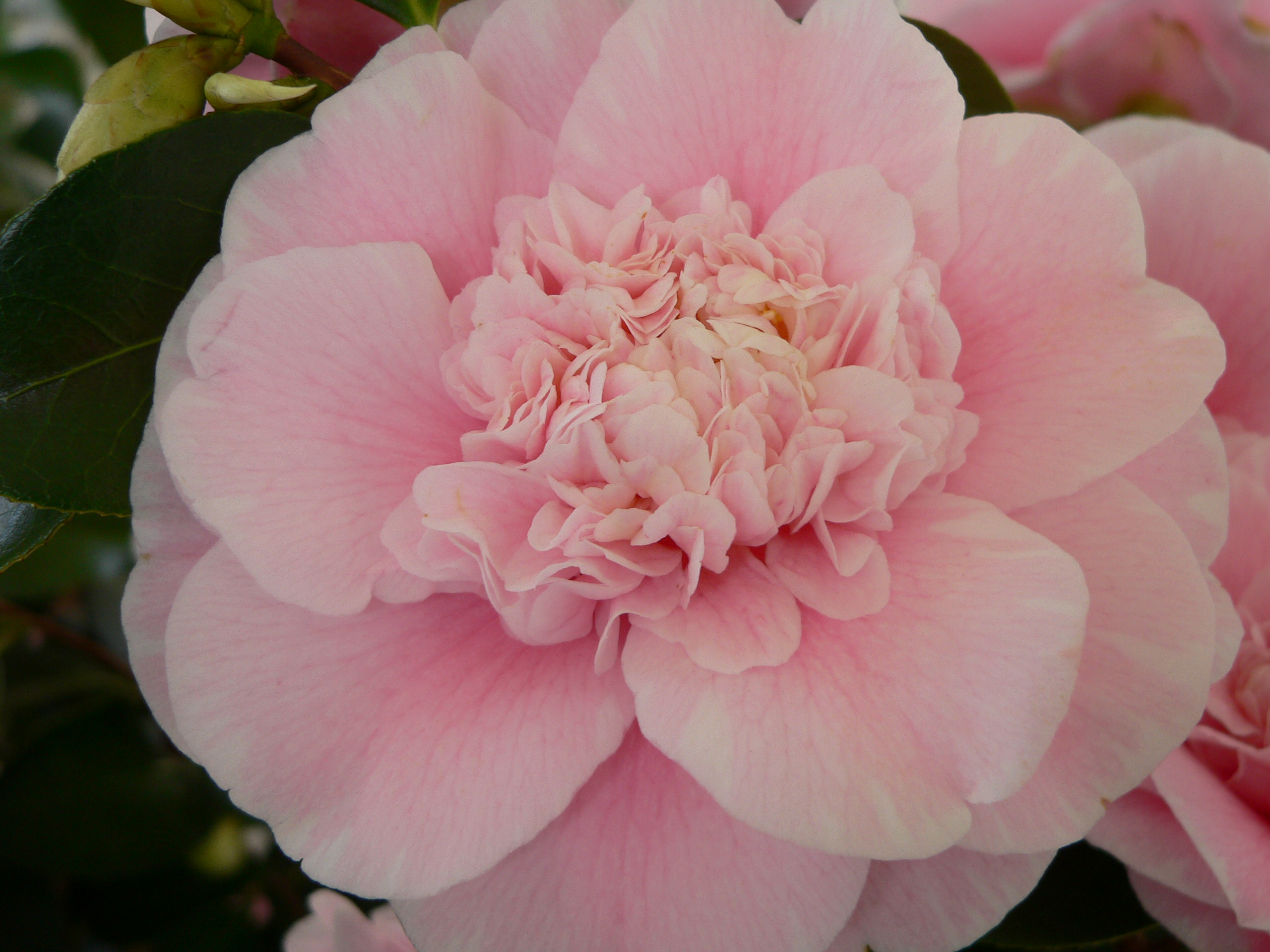
'Bernhard Lauterbach'.
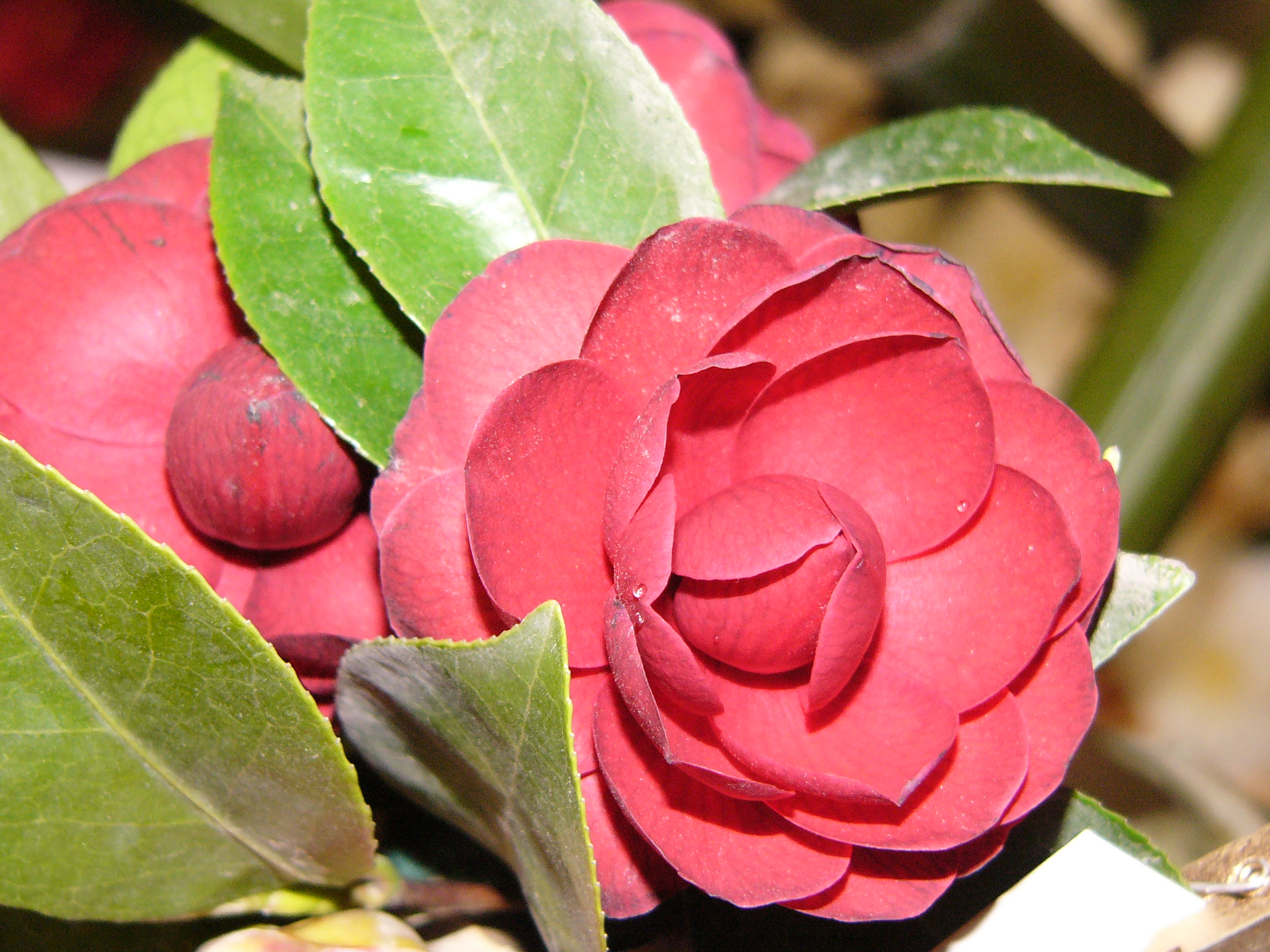
'Black Lace'.
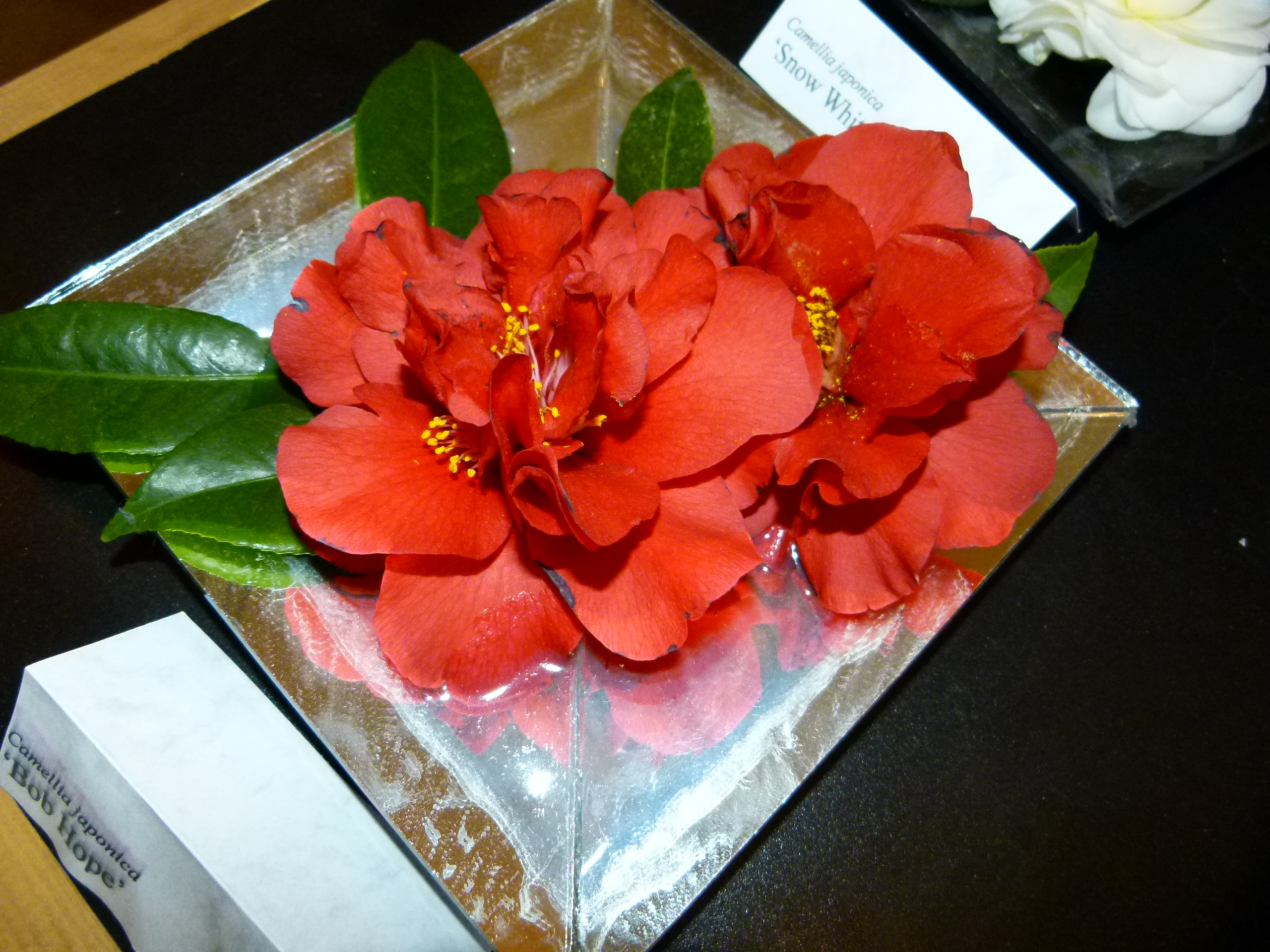
'Bob Hope'.
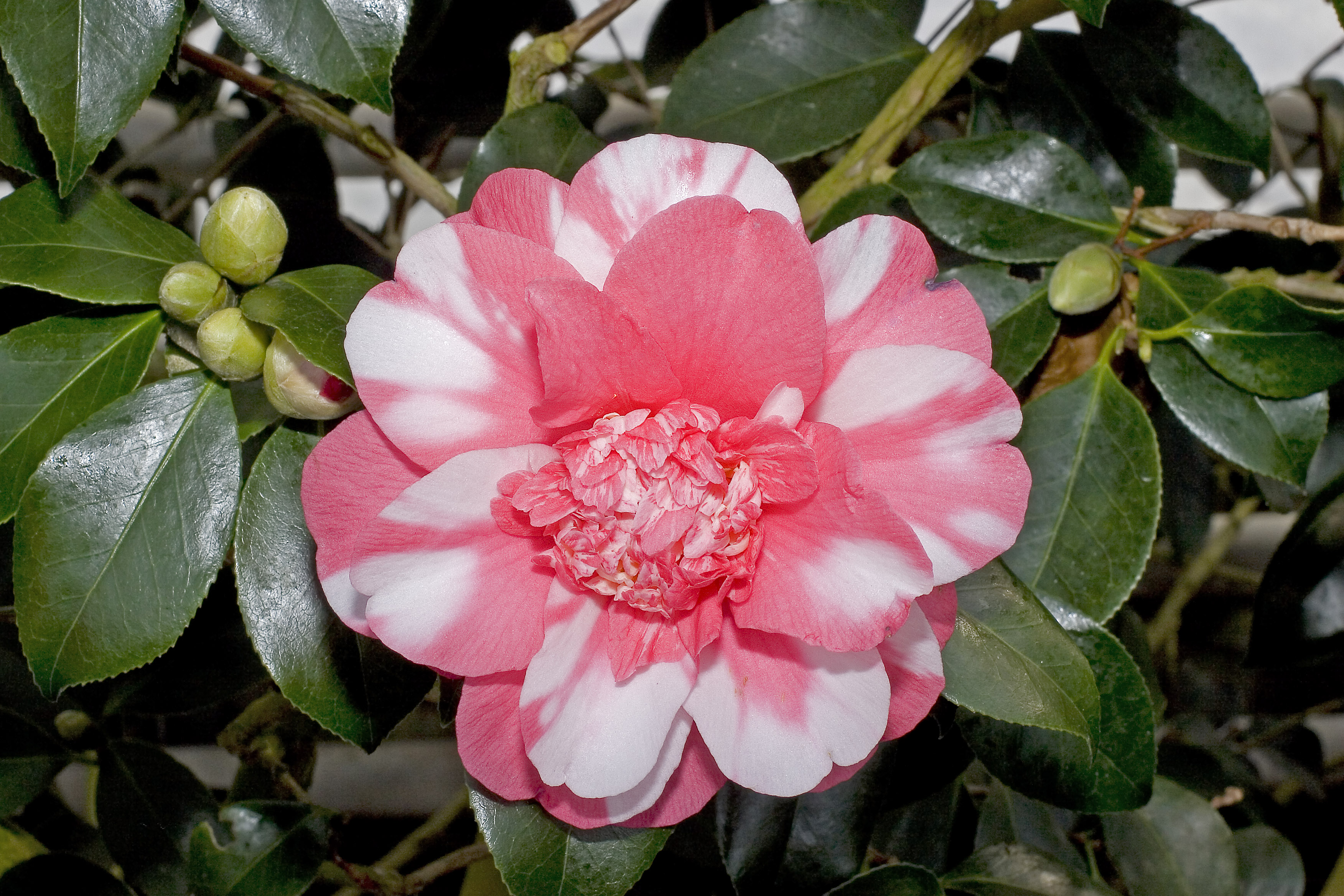
'Chandlers Elegance'.
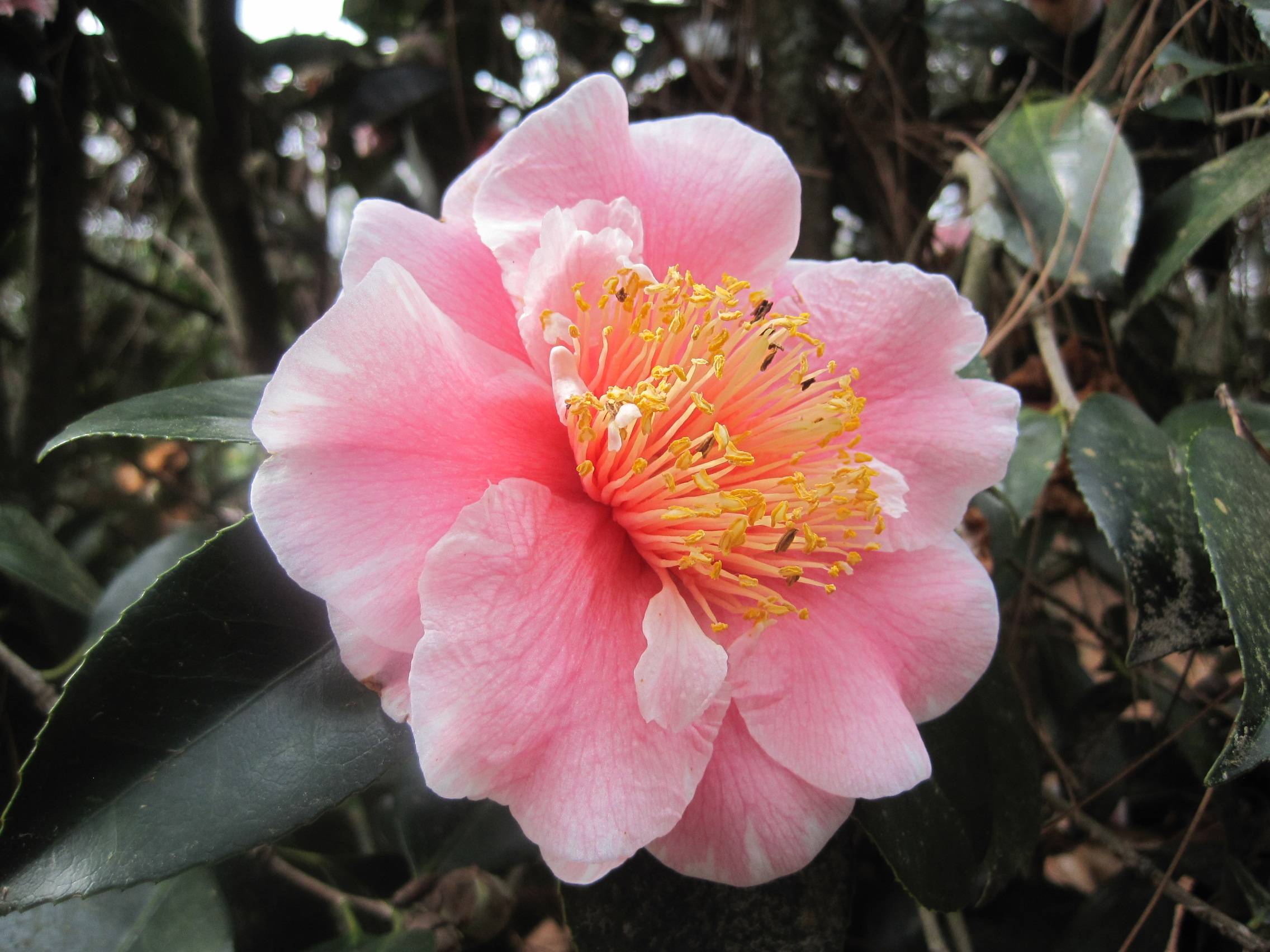
'C.M. Wilson'.
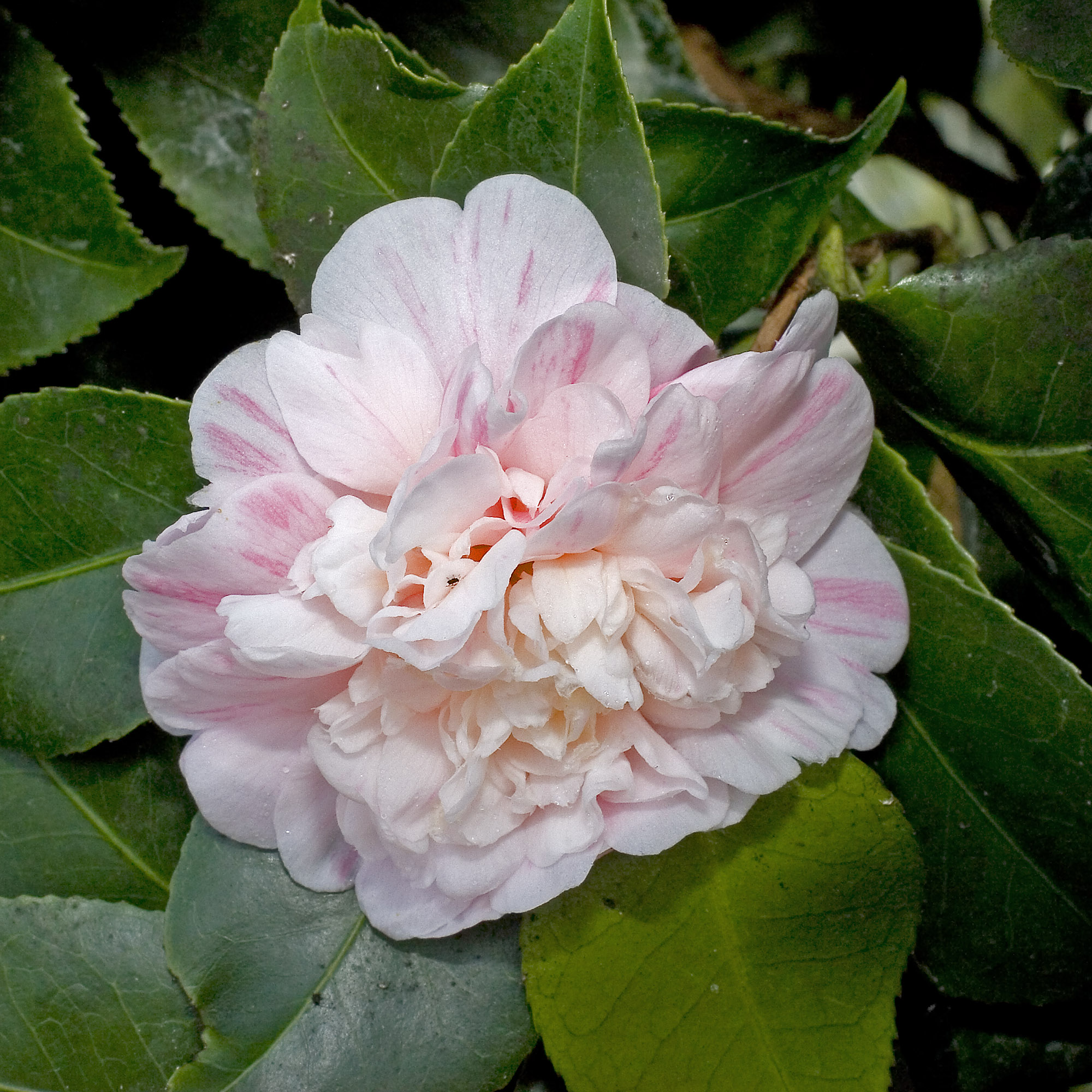
'Colombo'.
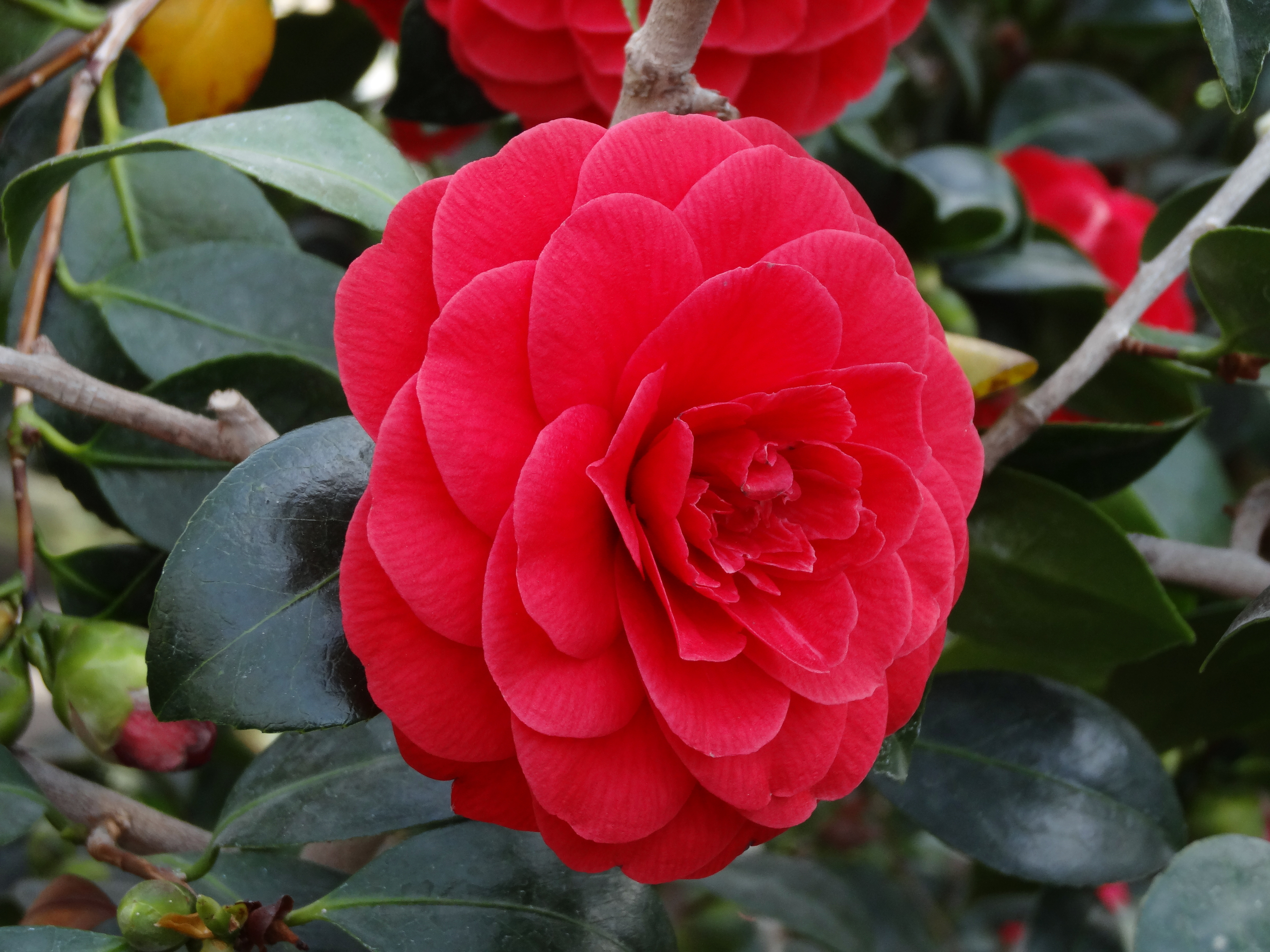
'Coquettii'.
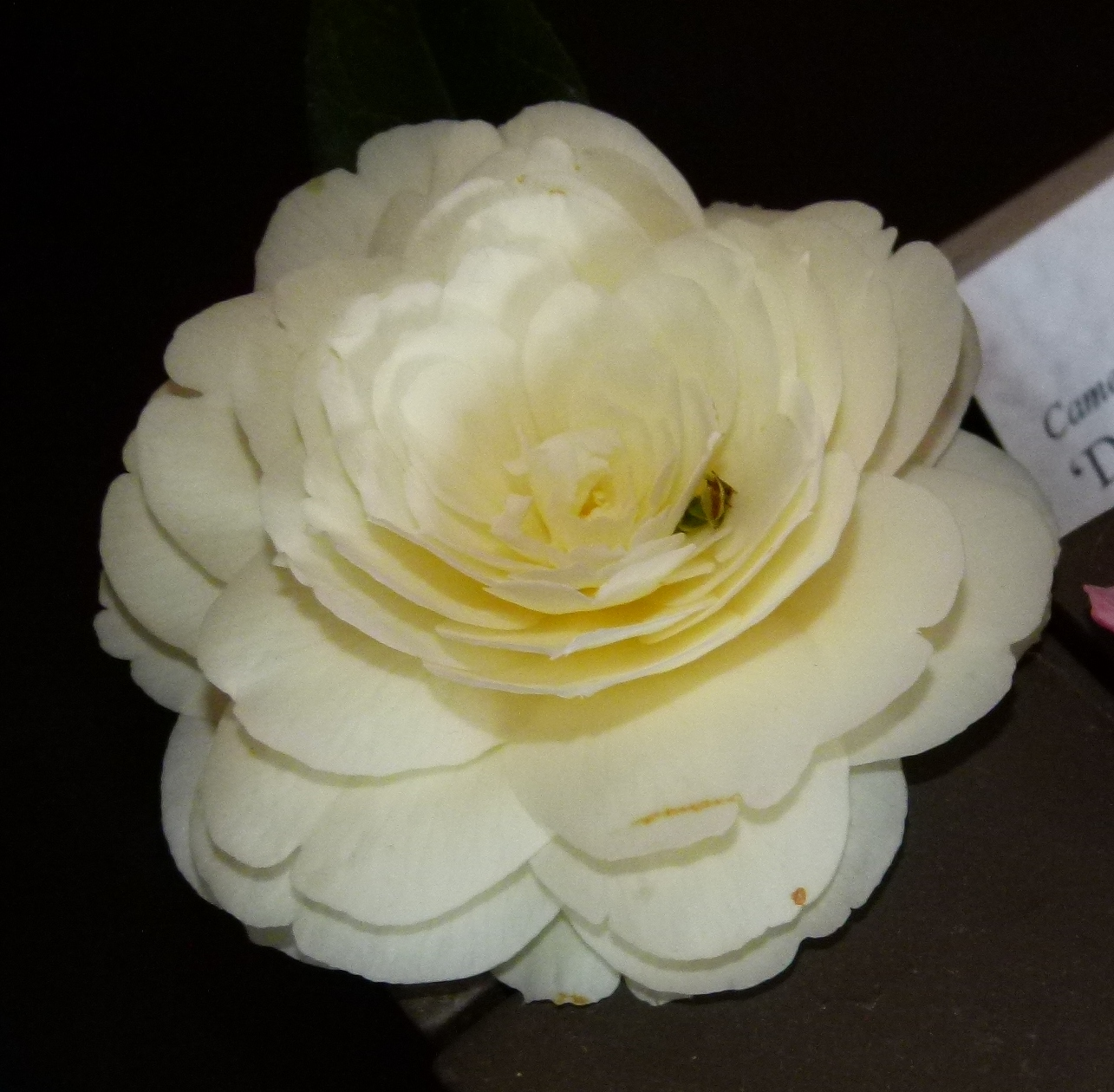
'Dahlohnega'.
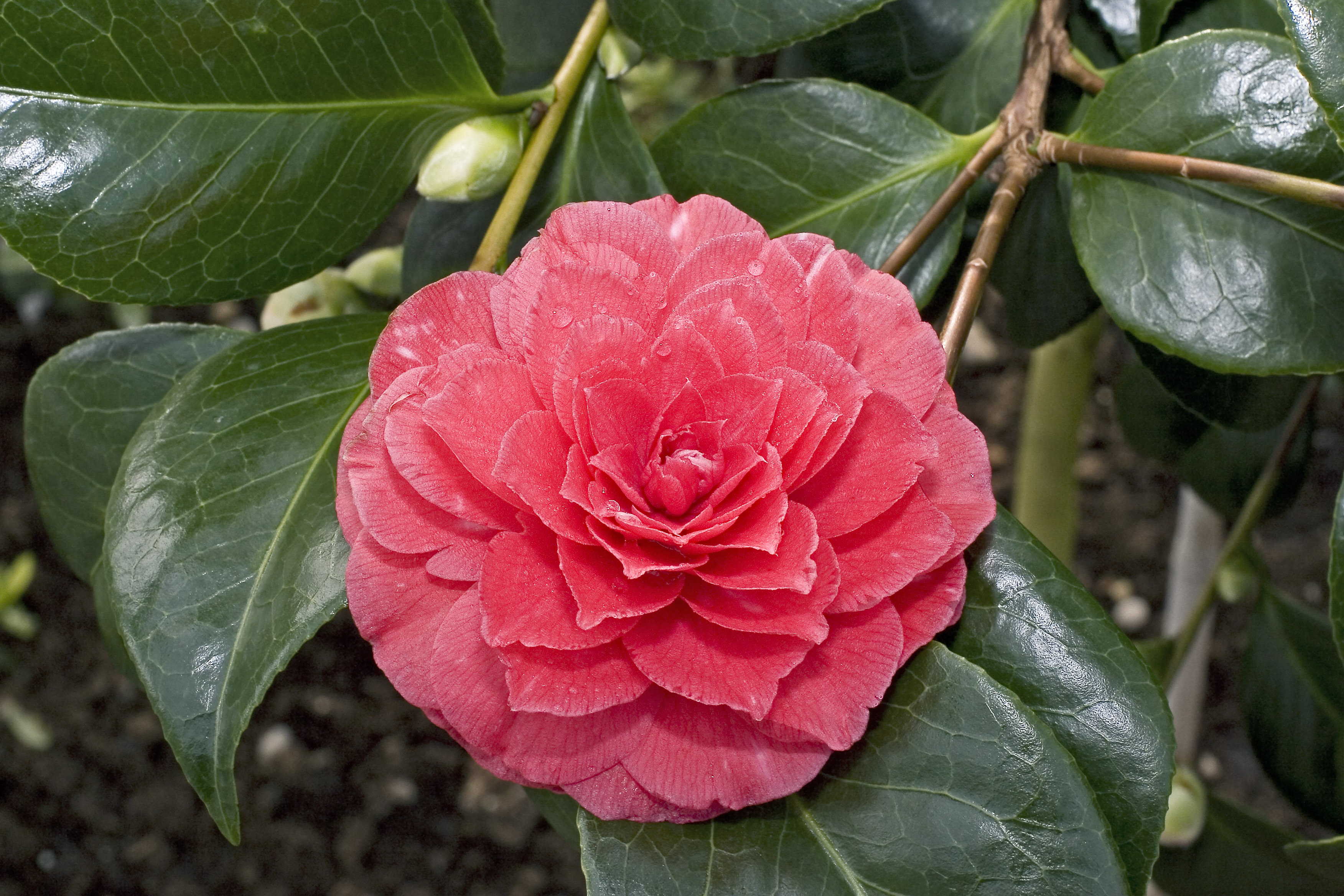
'Delfosse'.
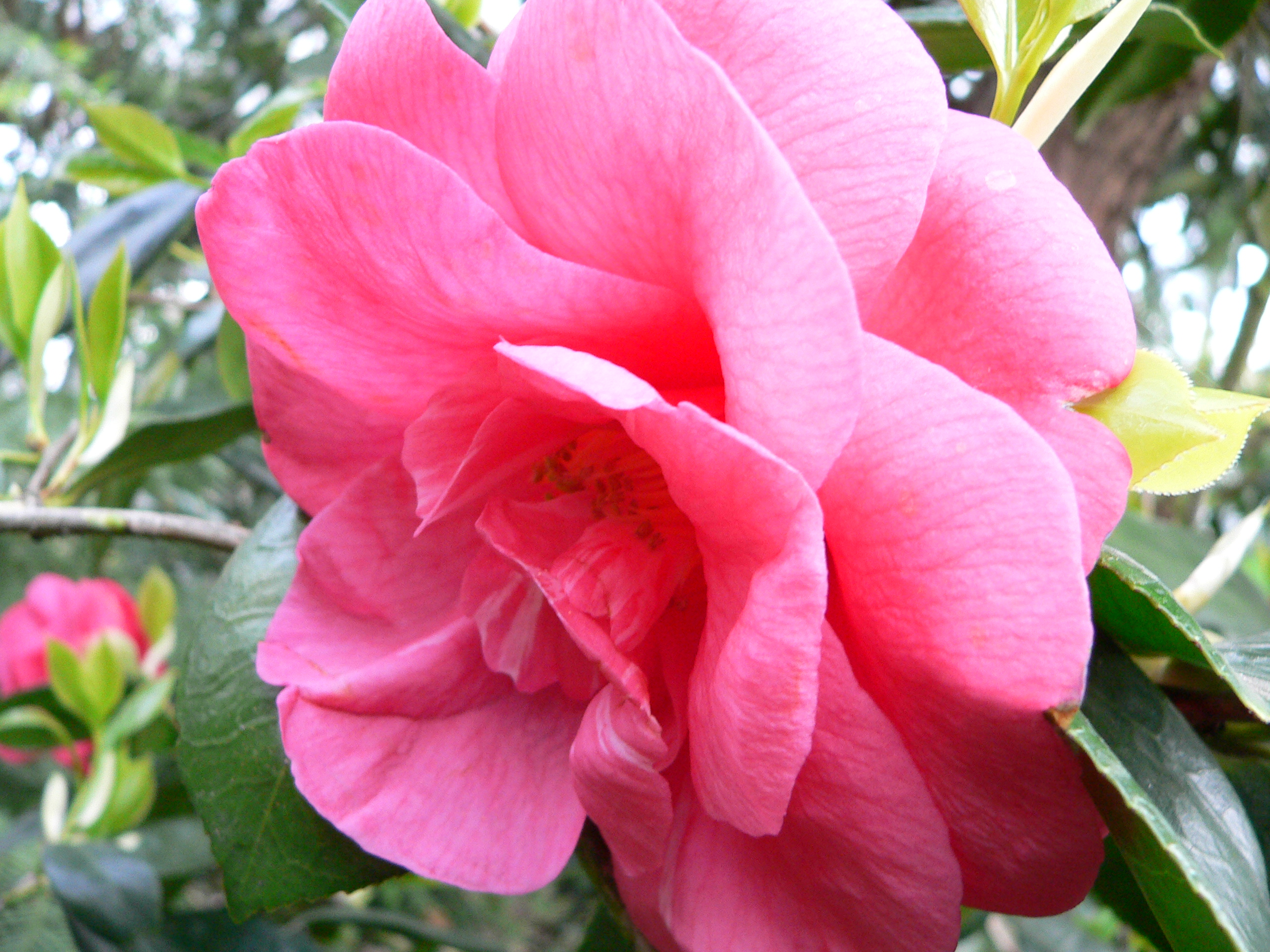
'Drama Girl'.
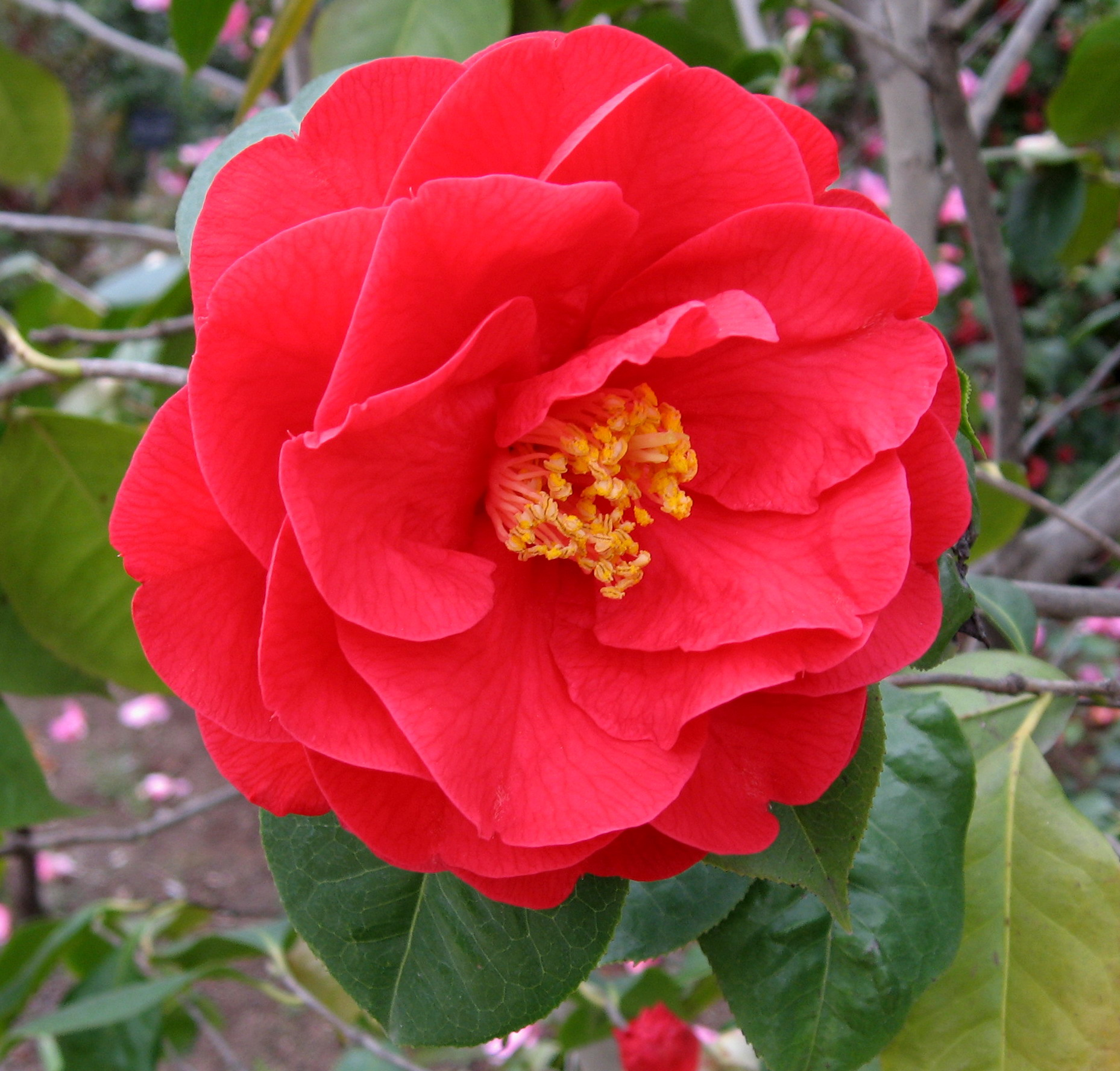
'Dr Clifford Parks'.
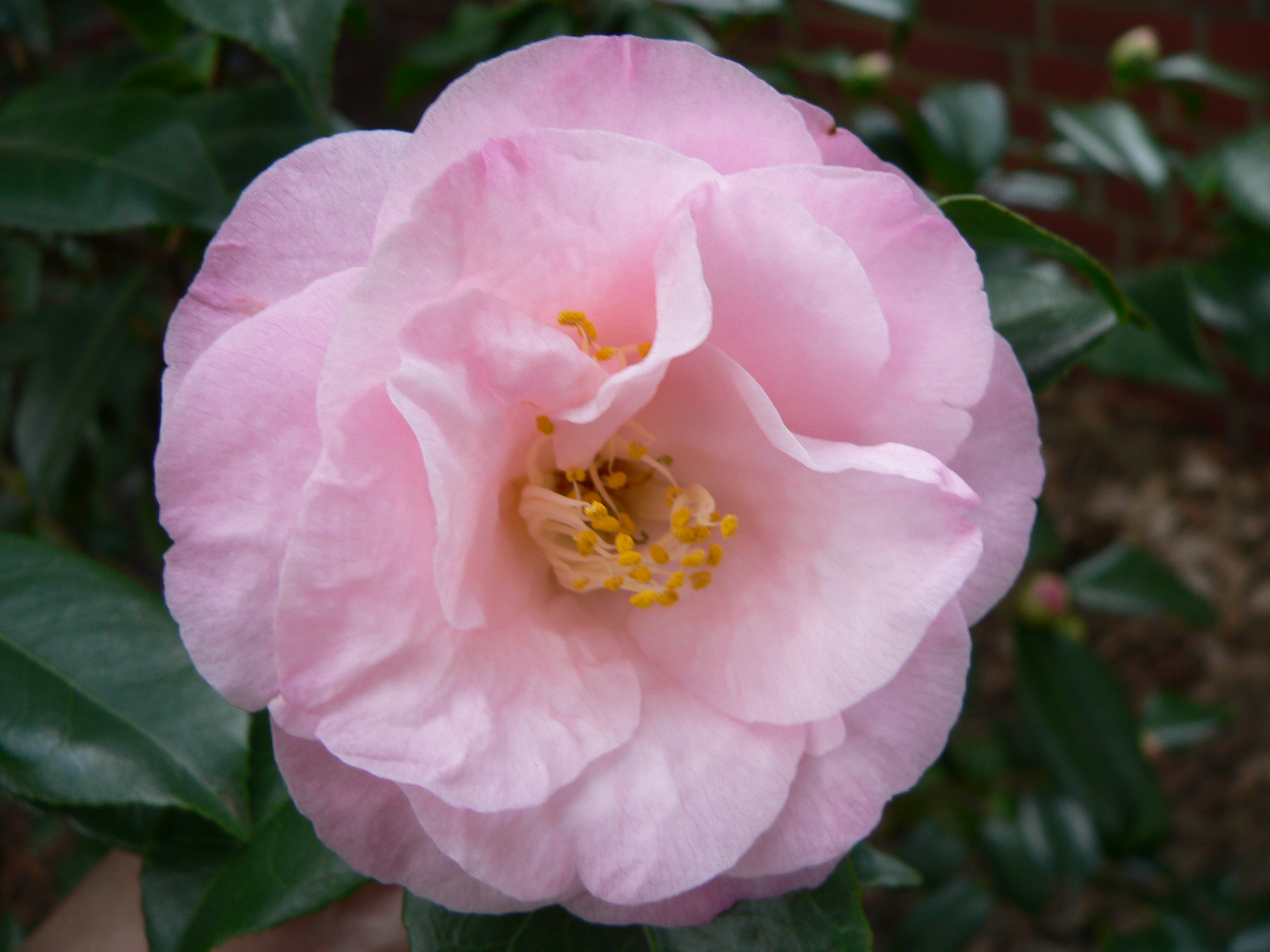
'Dr. Tinsley'.
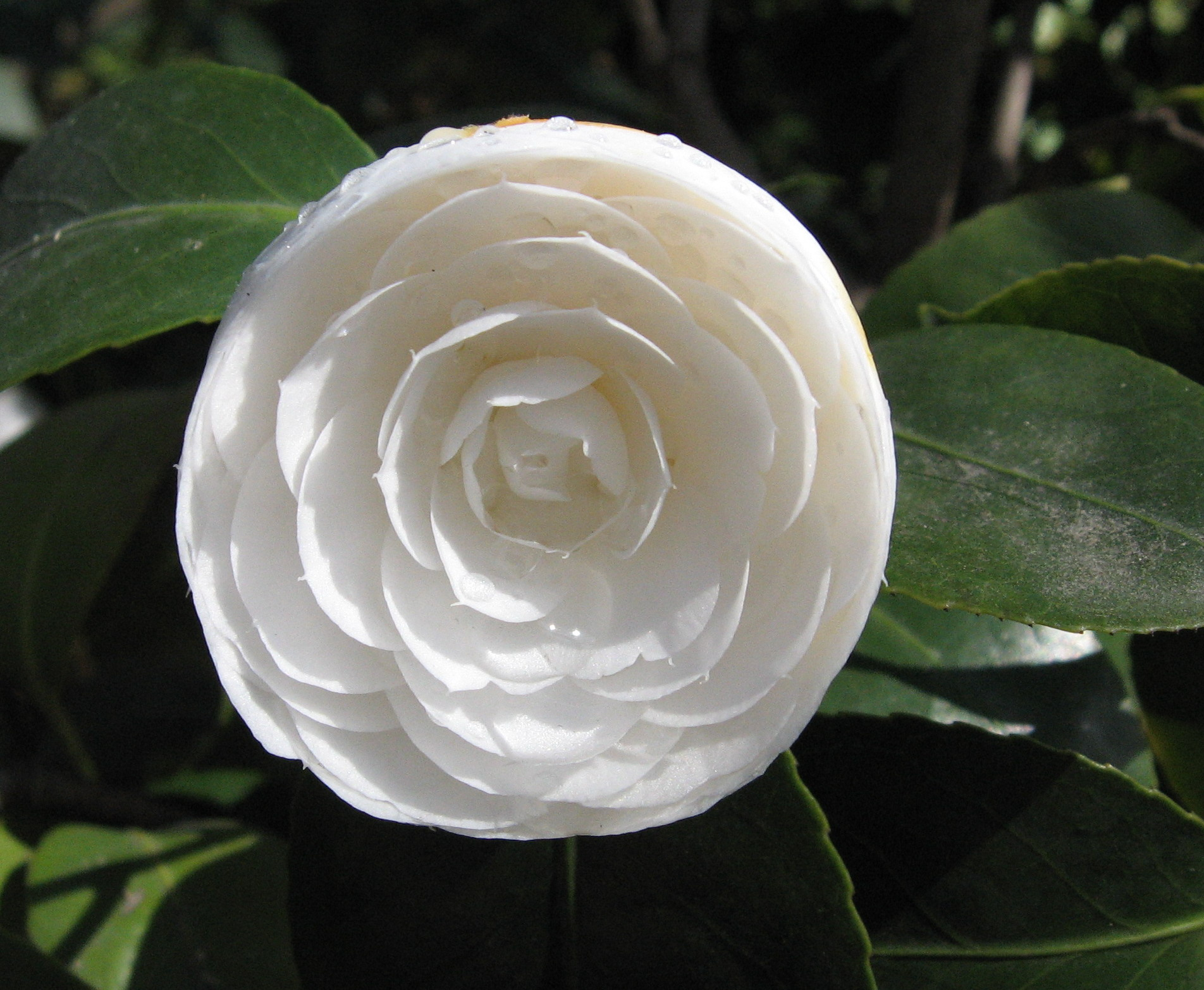
'Duchesse de Berry'.
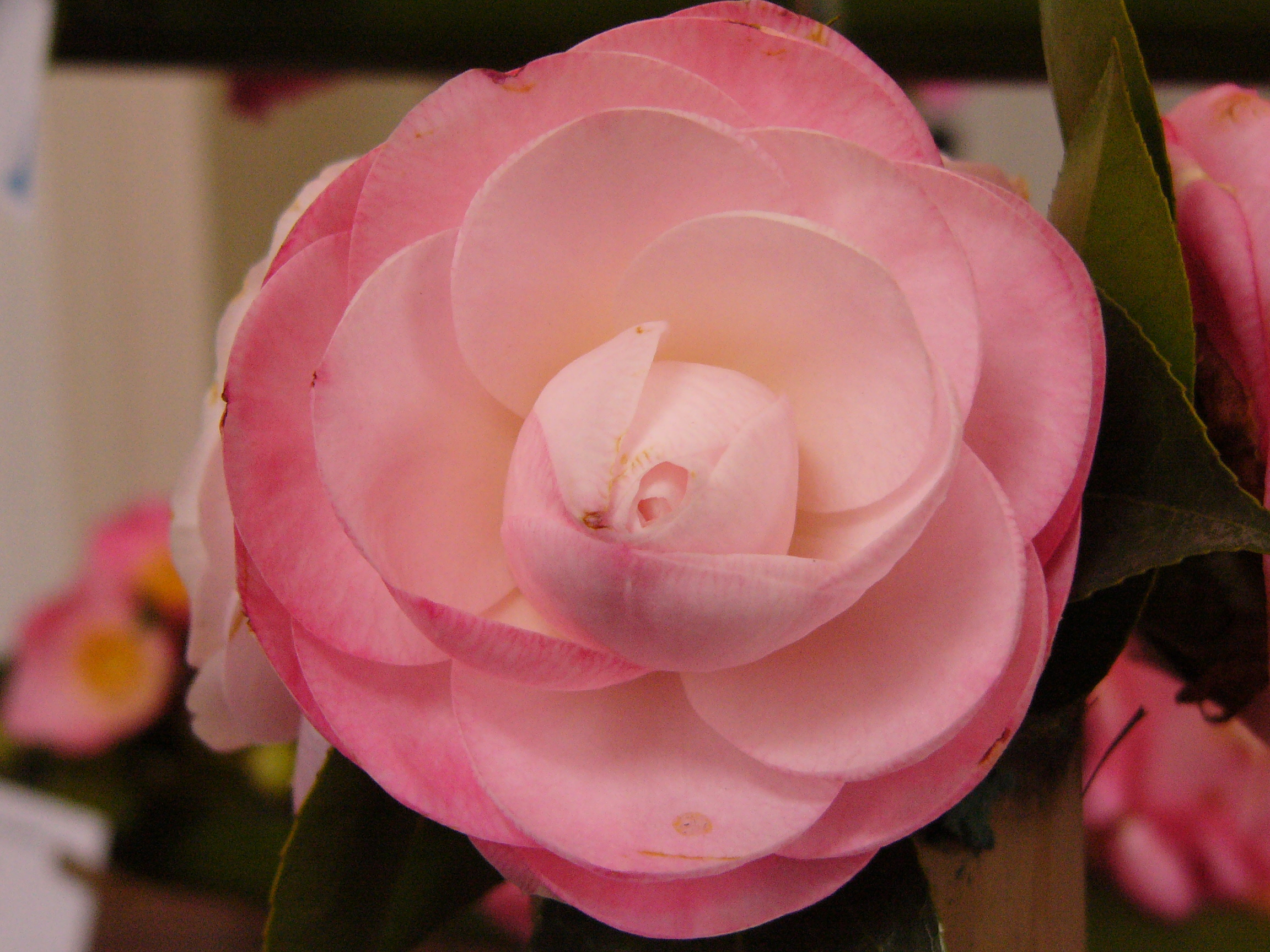
'Ella Ward Parson'.
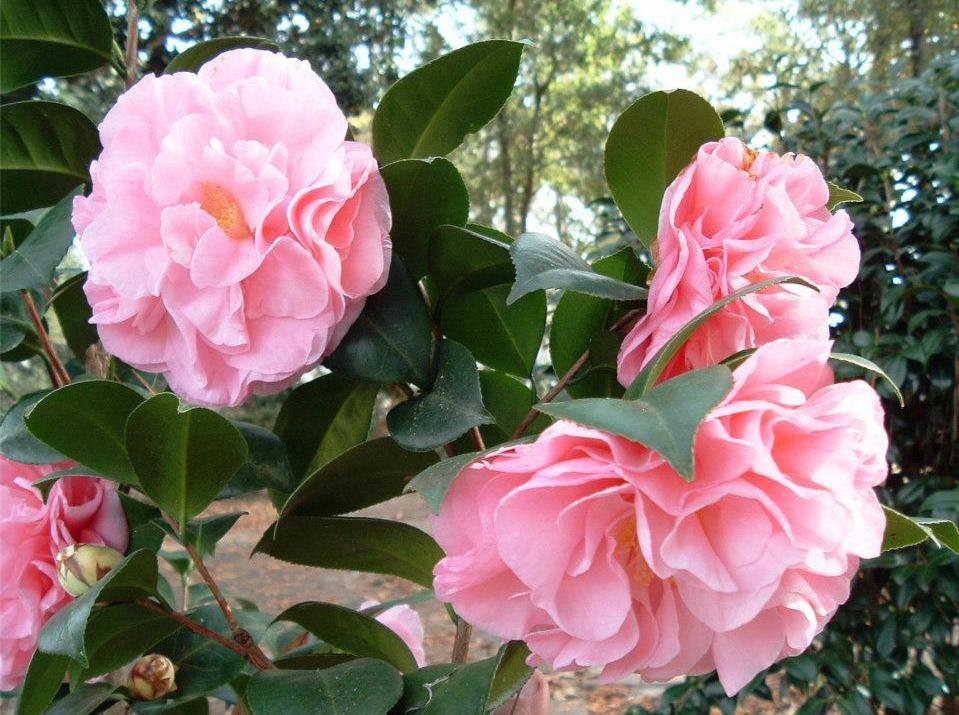
'Frankie Winn'.
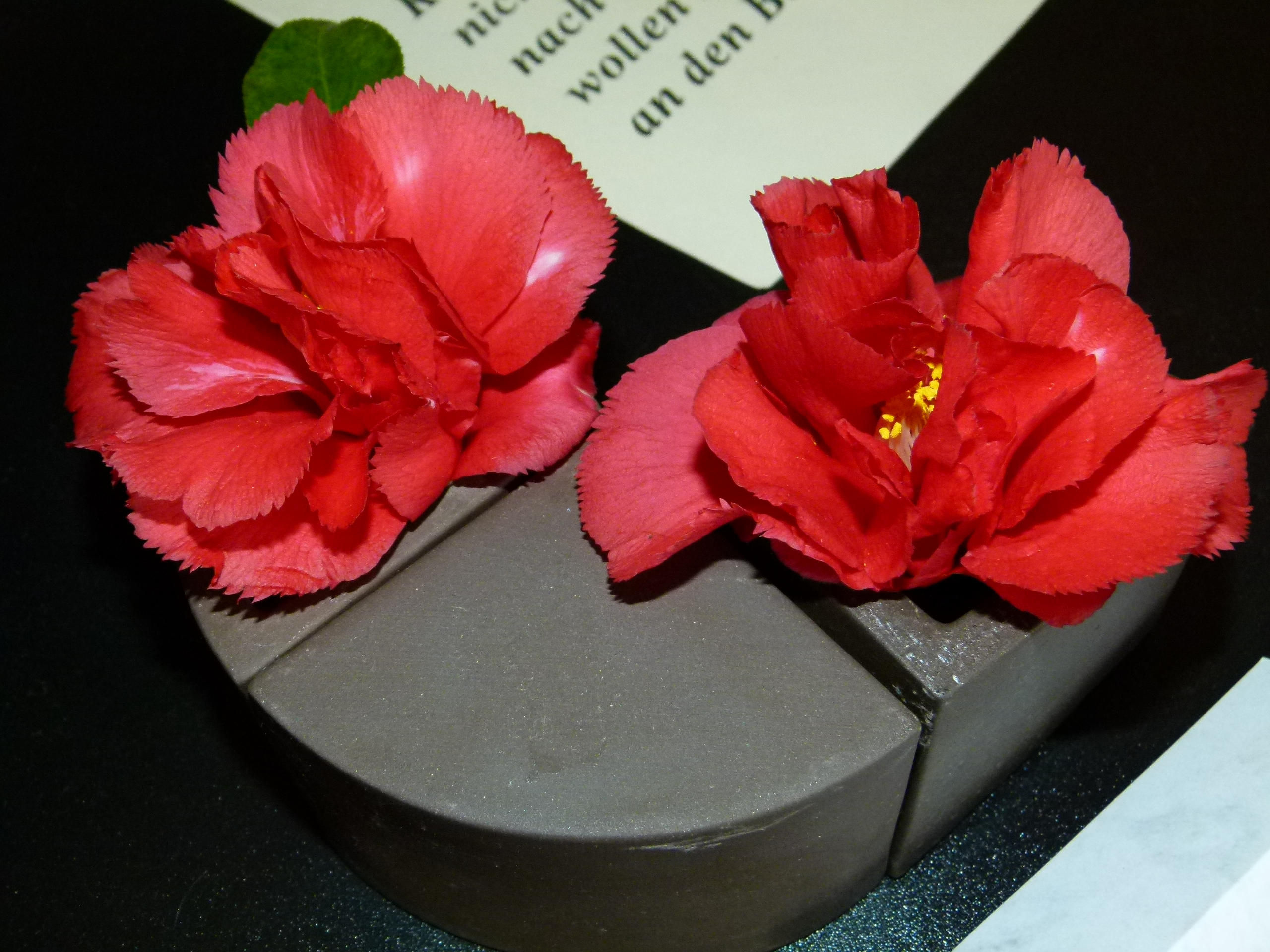
'Fred Sander'.
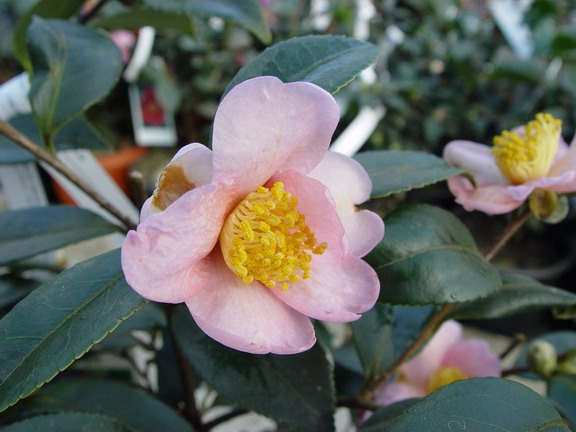
'Frost Princess'.
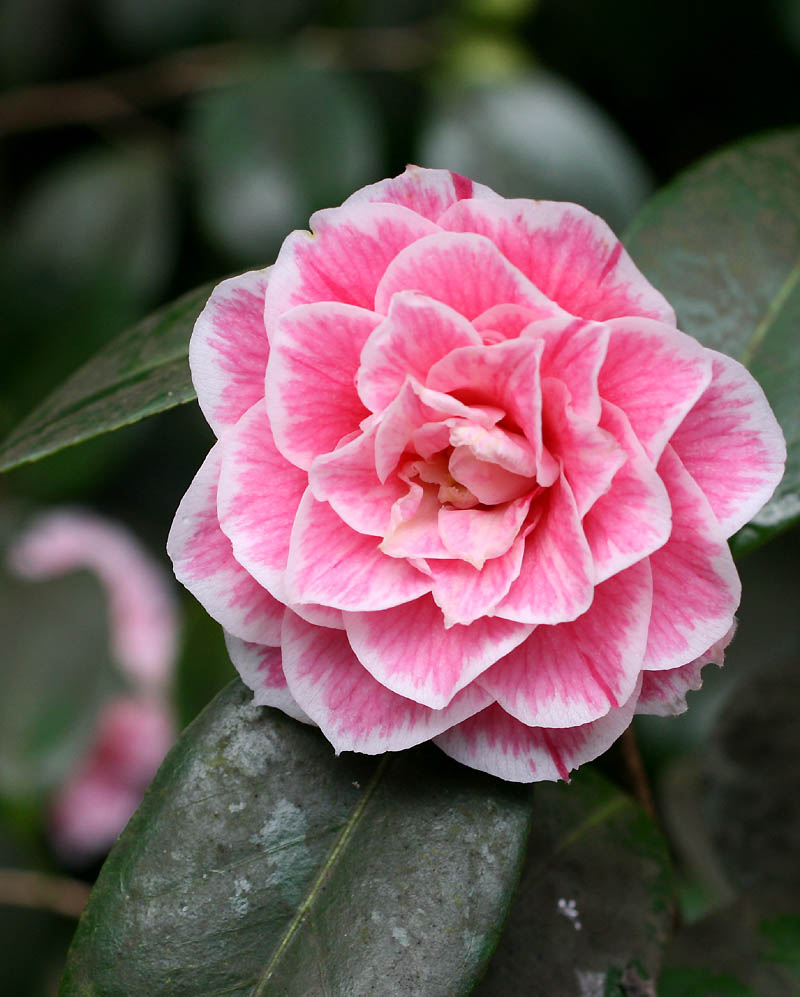
'Hikarugenji'.
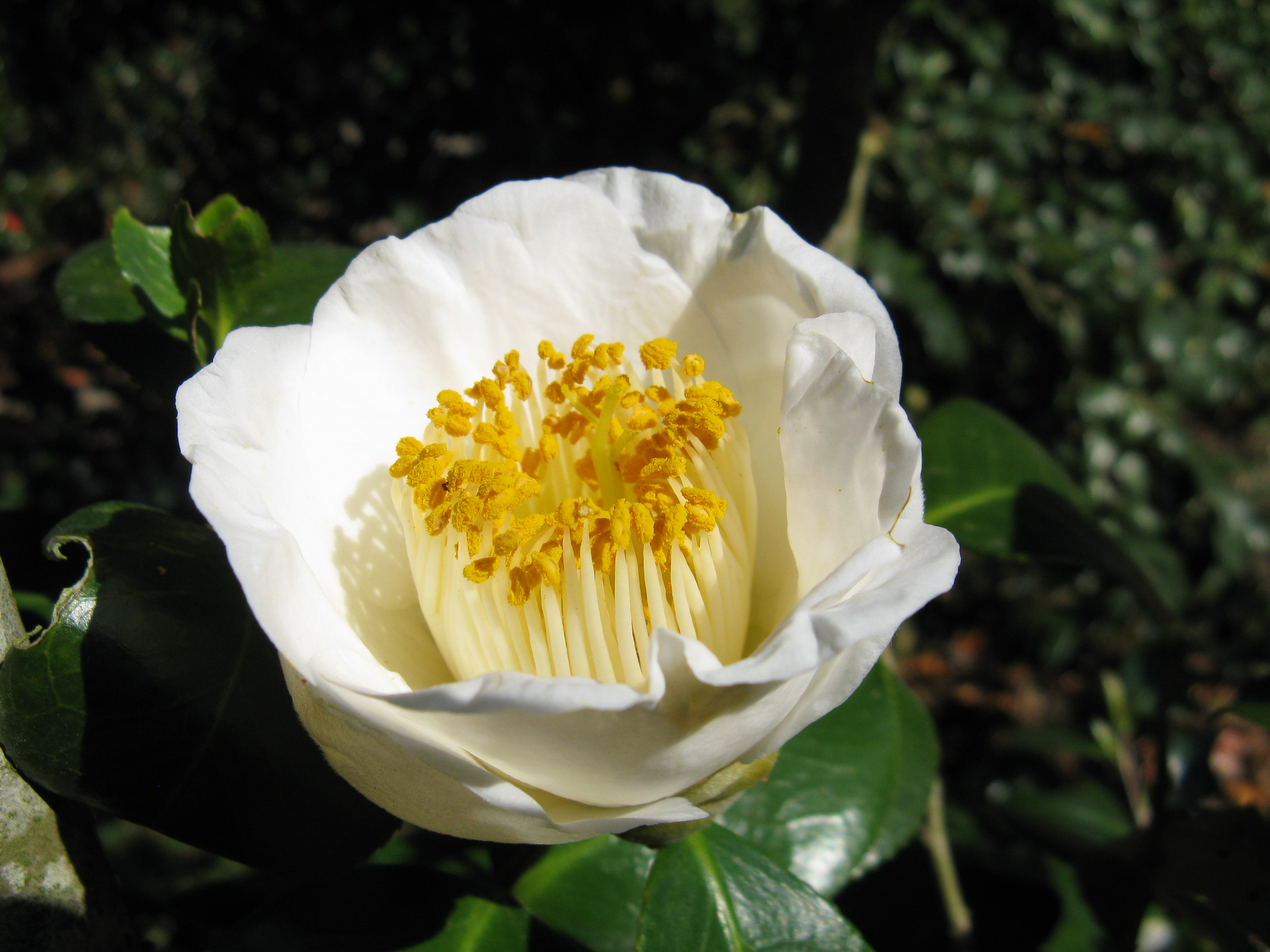
'Kamo-honnnami'.
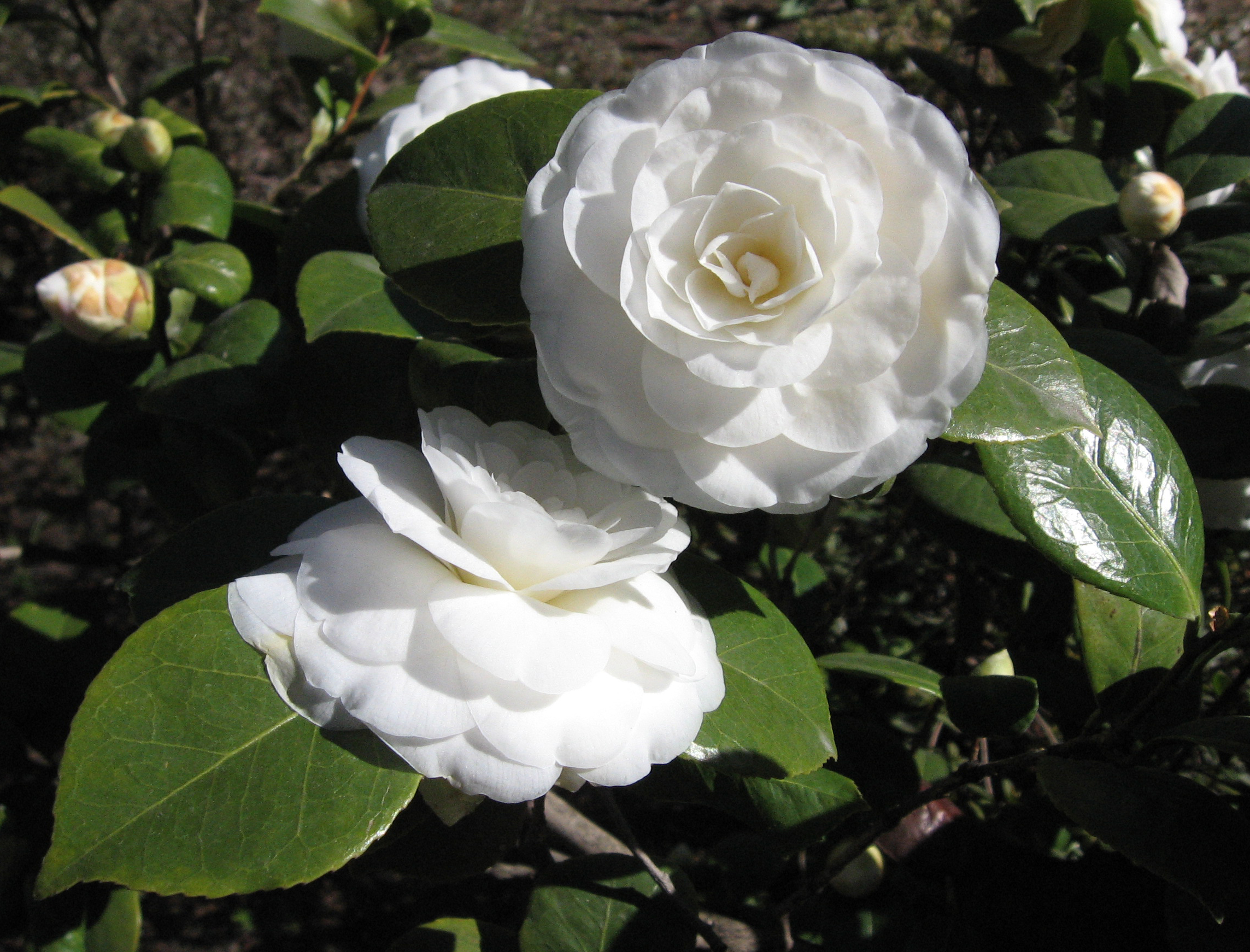
'Mathotiana Alba'.
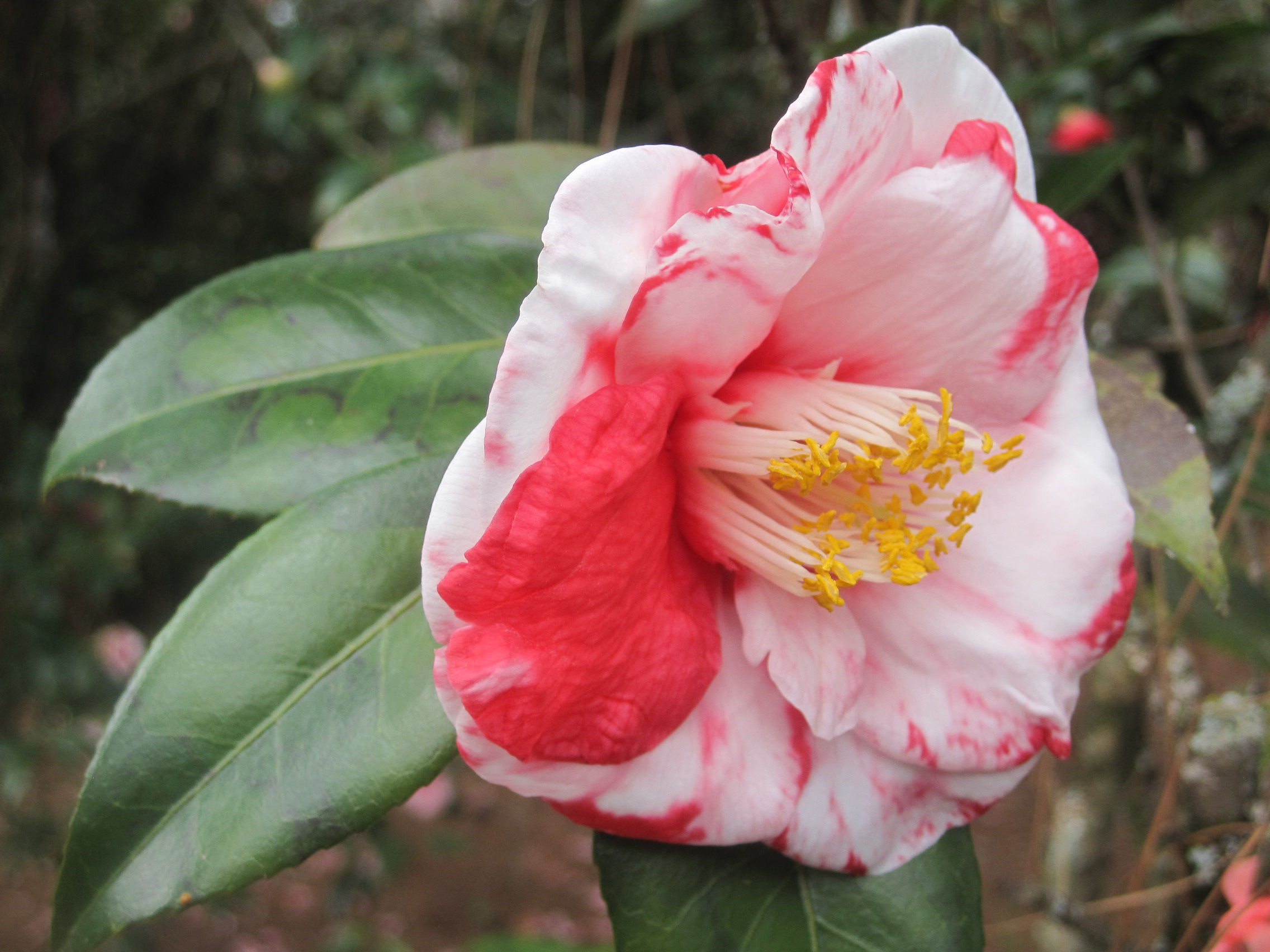
'Mercury Supreme'.
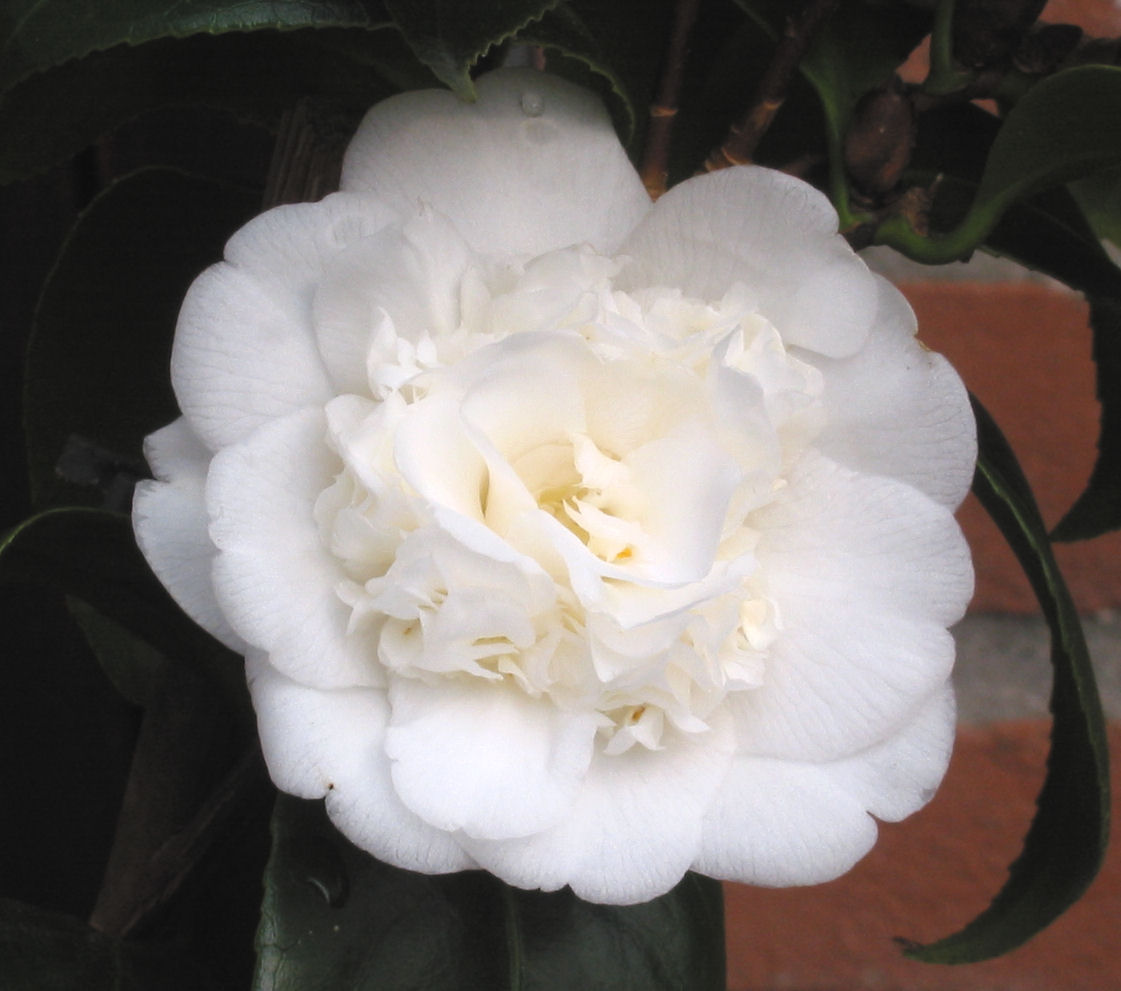
'Noblissima'.
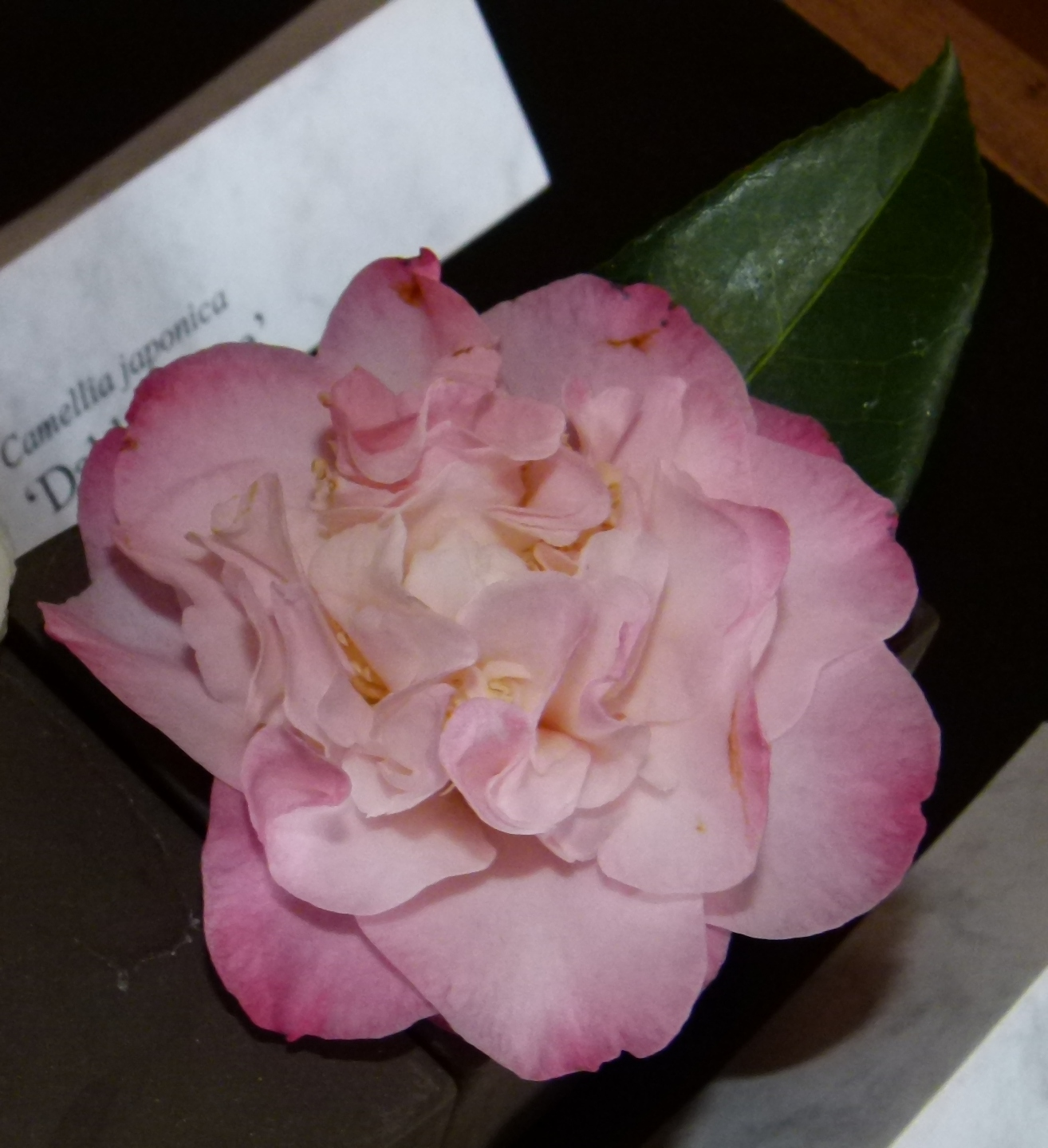
'Nuccio's Jewel'.
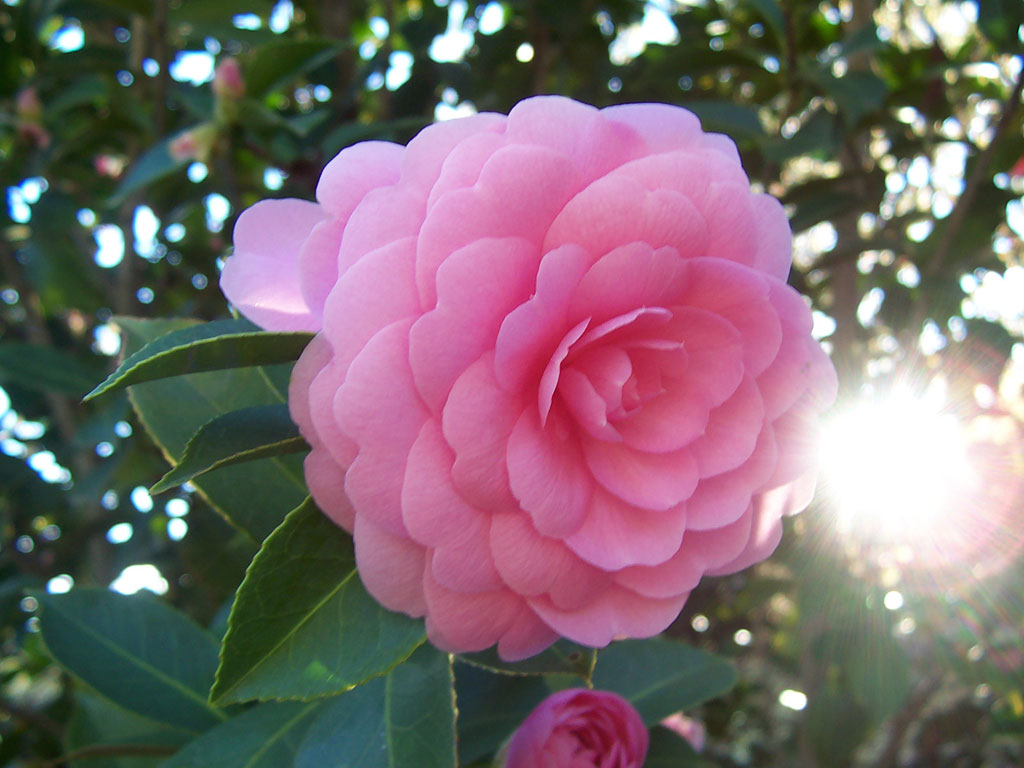
'Pink Perfection'.
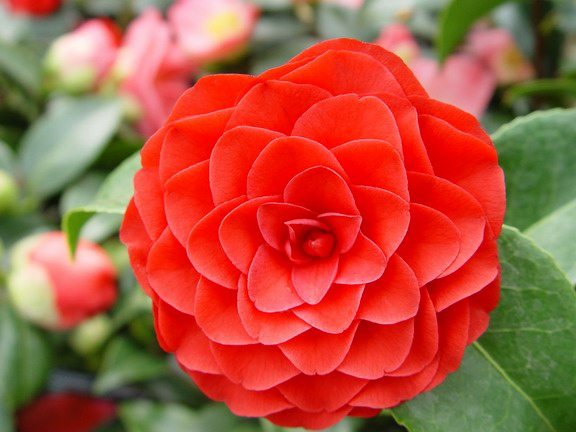
'Roger Hall'.
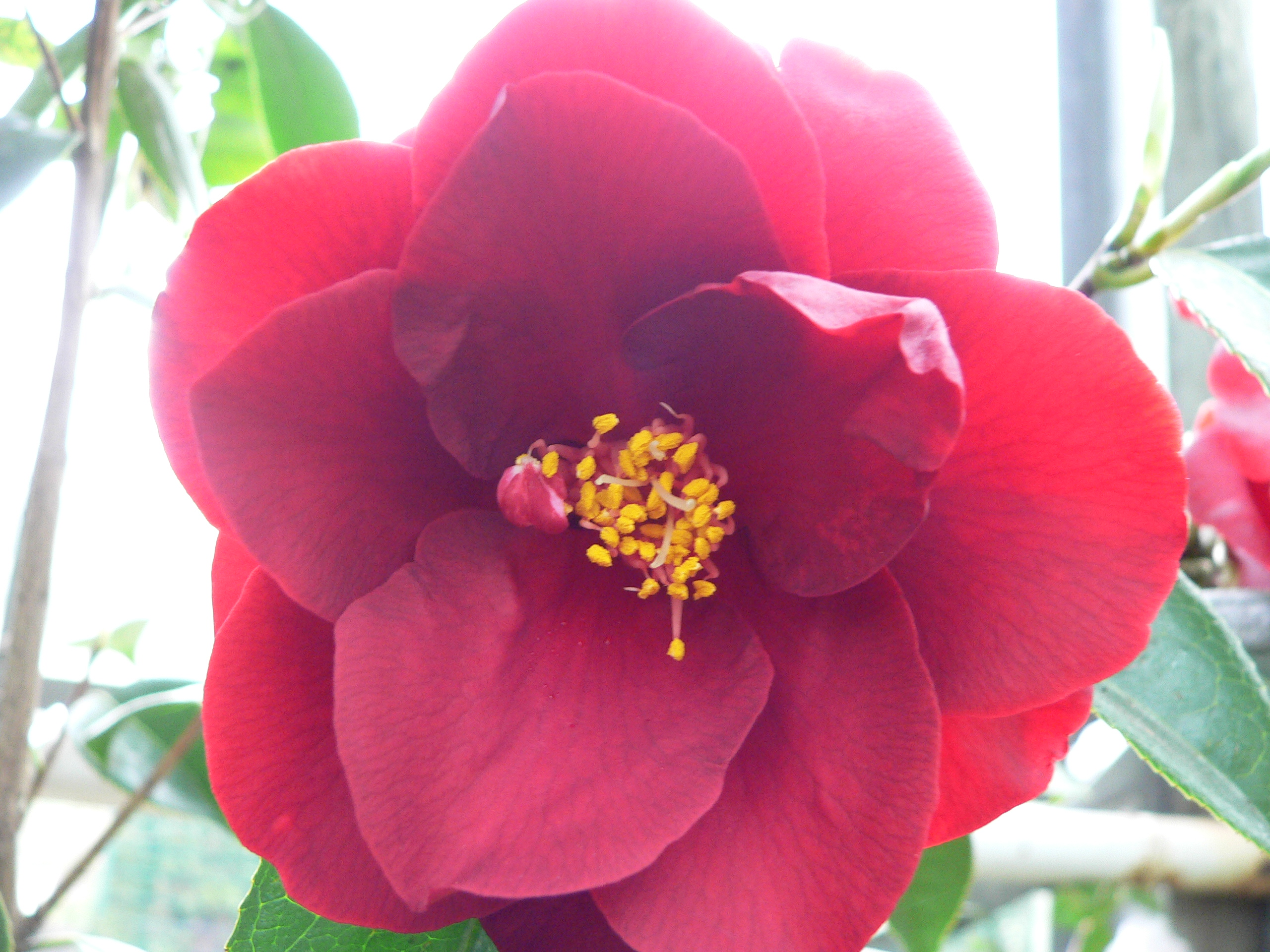
'Royal Velvet'.
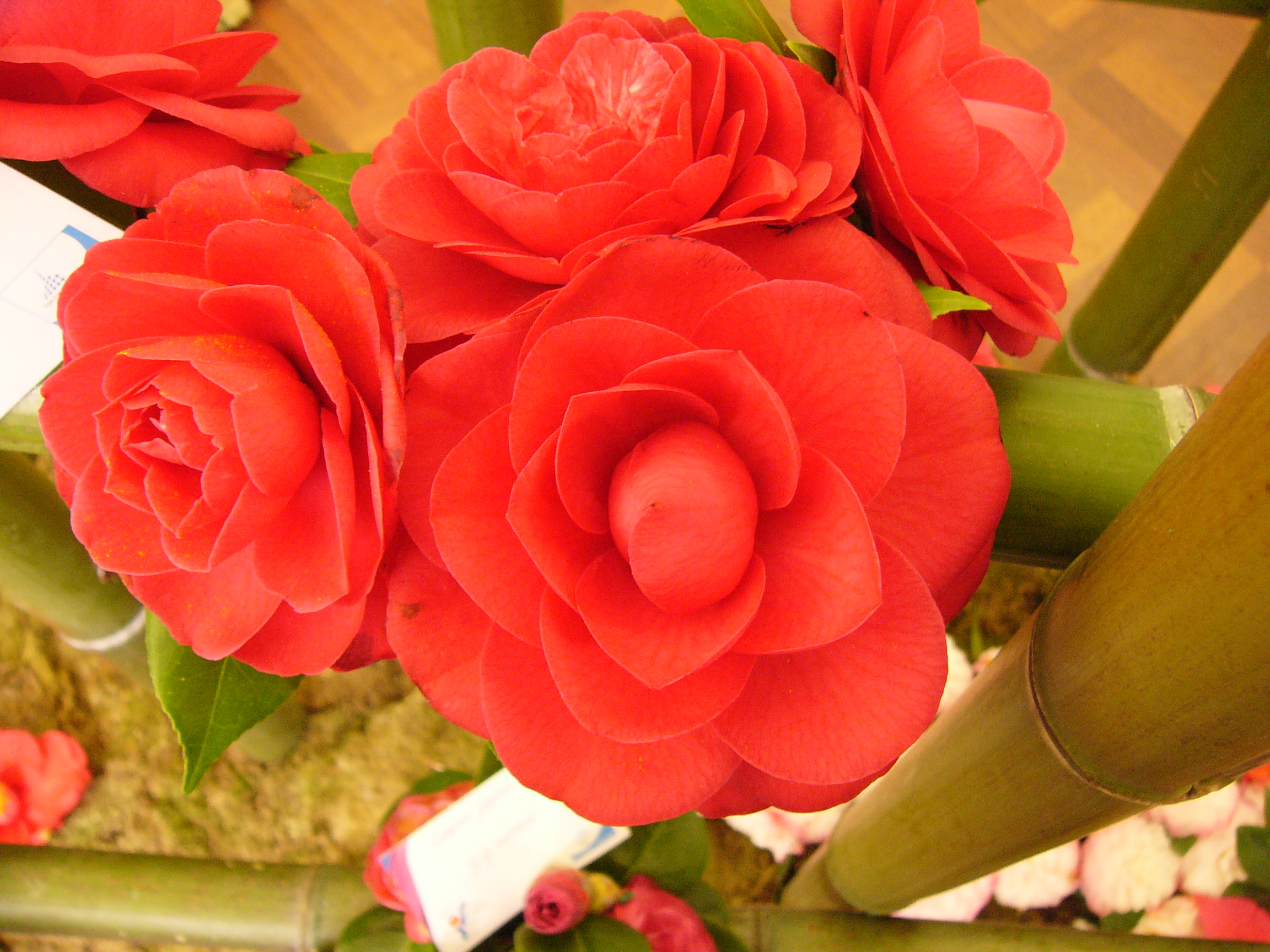
'Rubenscens Major'.
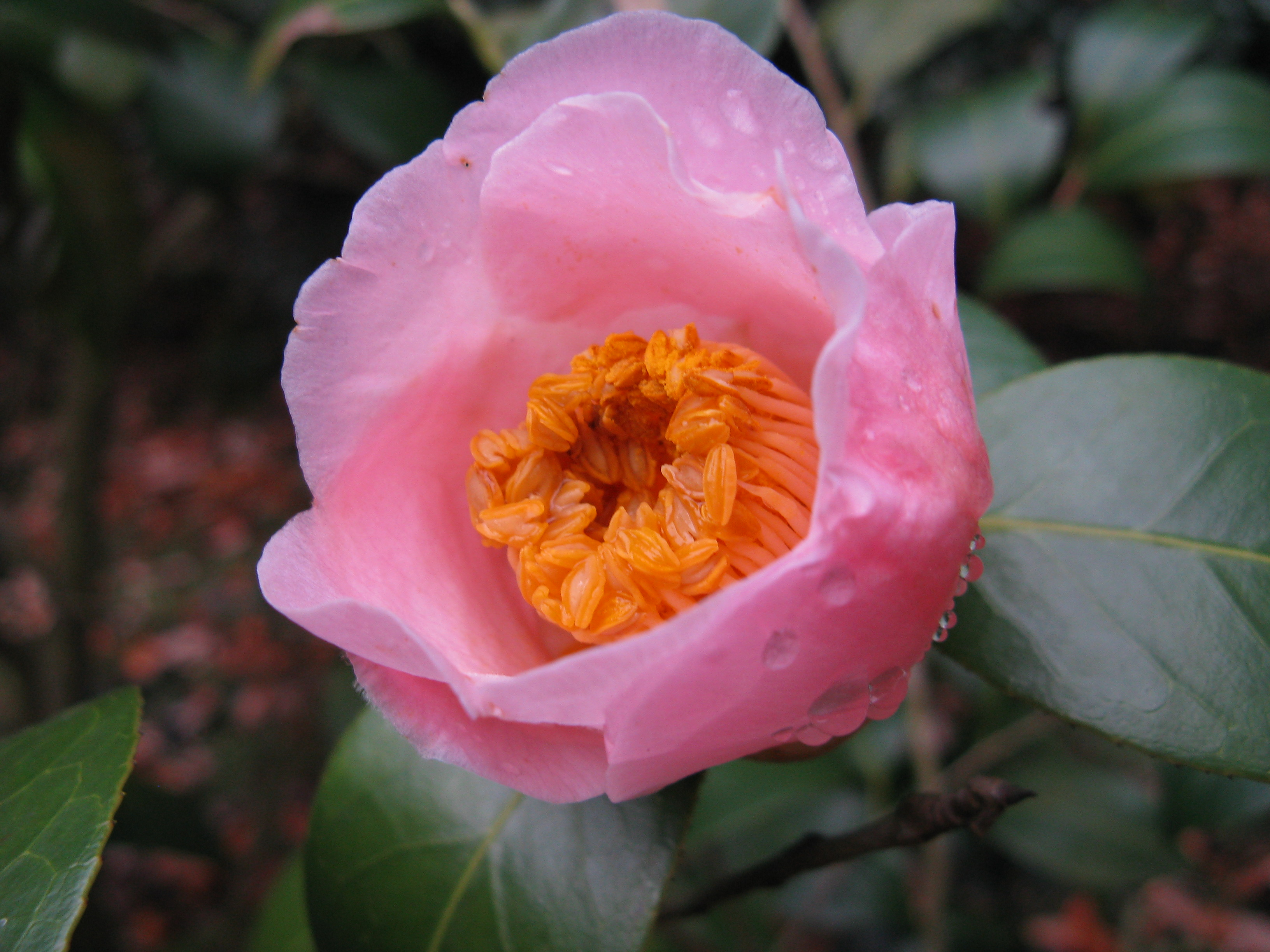
'Sekidotaroan'.
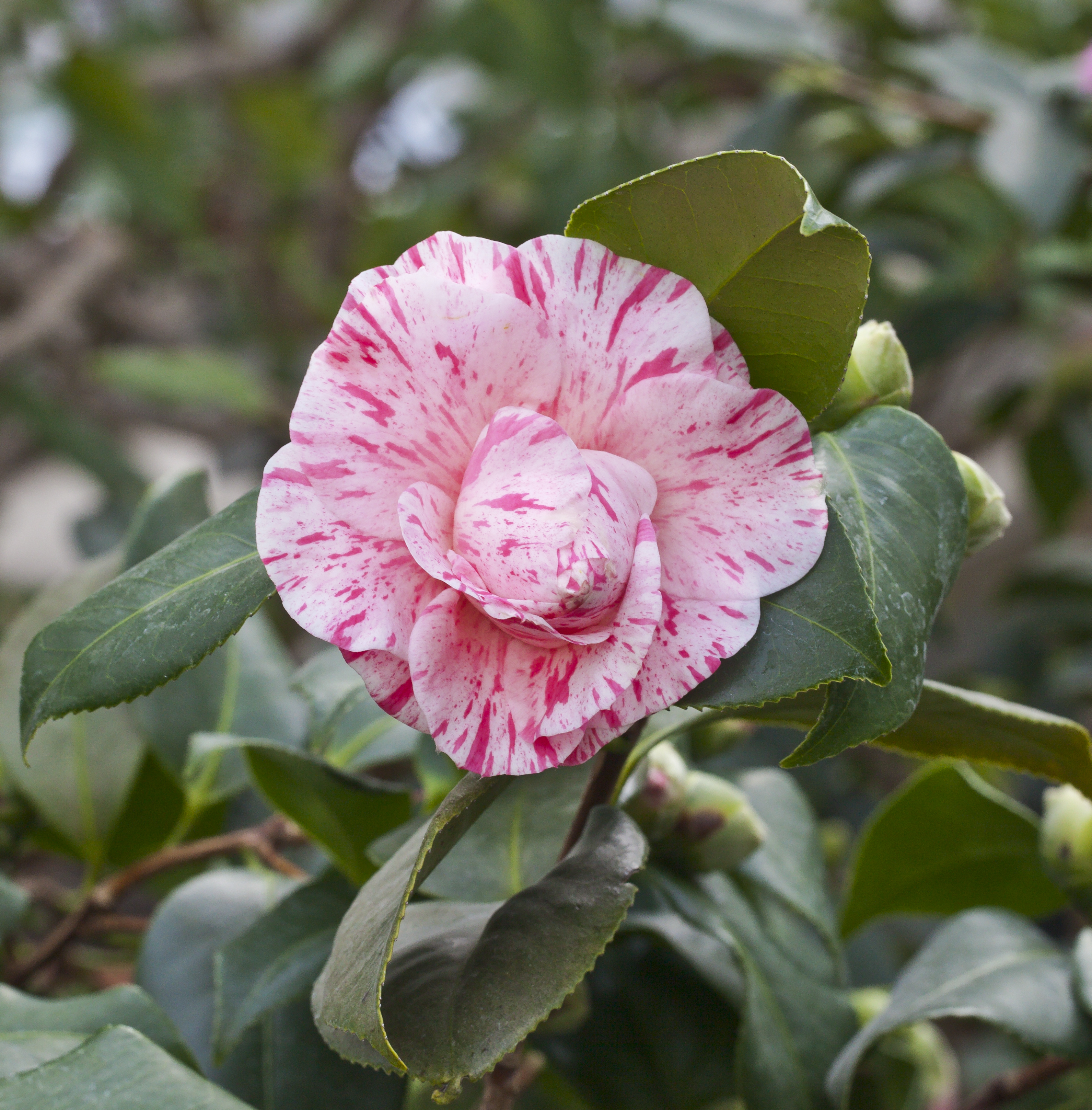
Spräcklig variant.
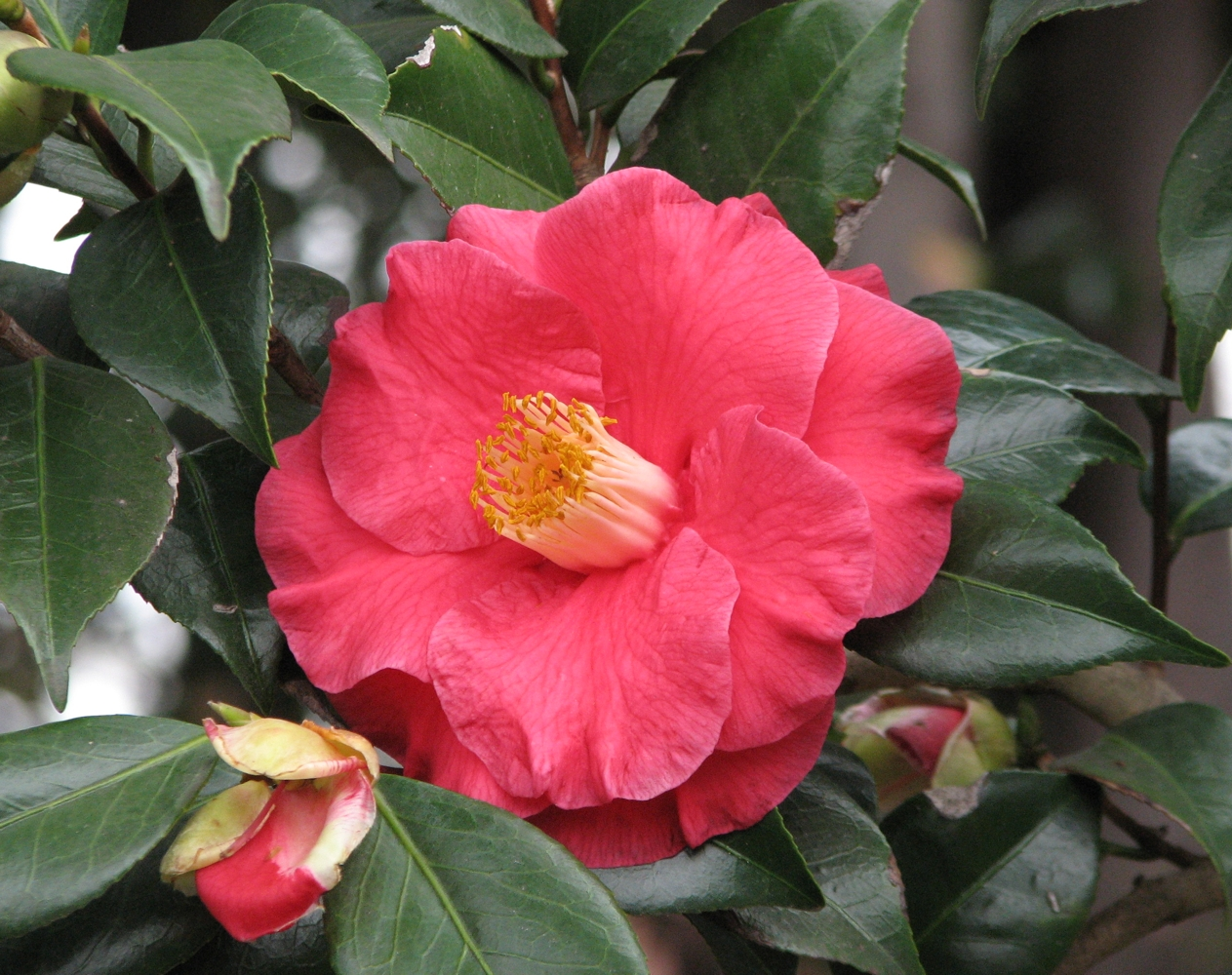
'The Czar'.
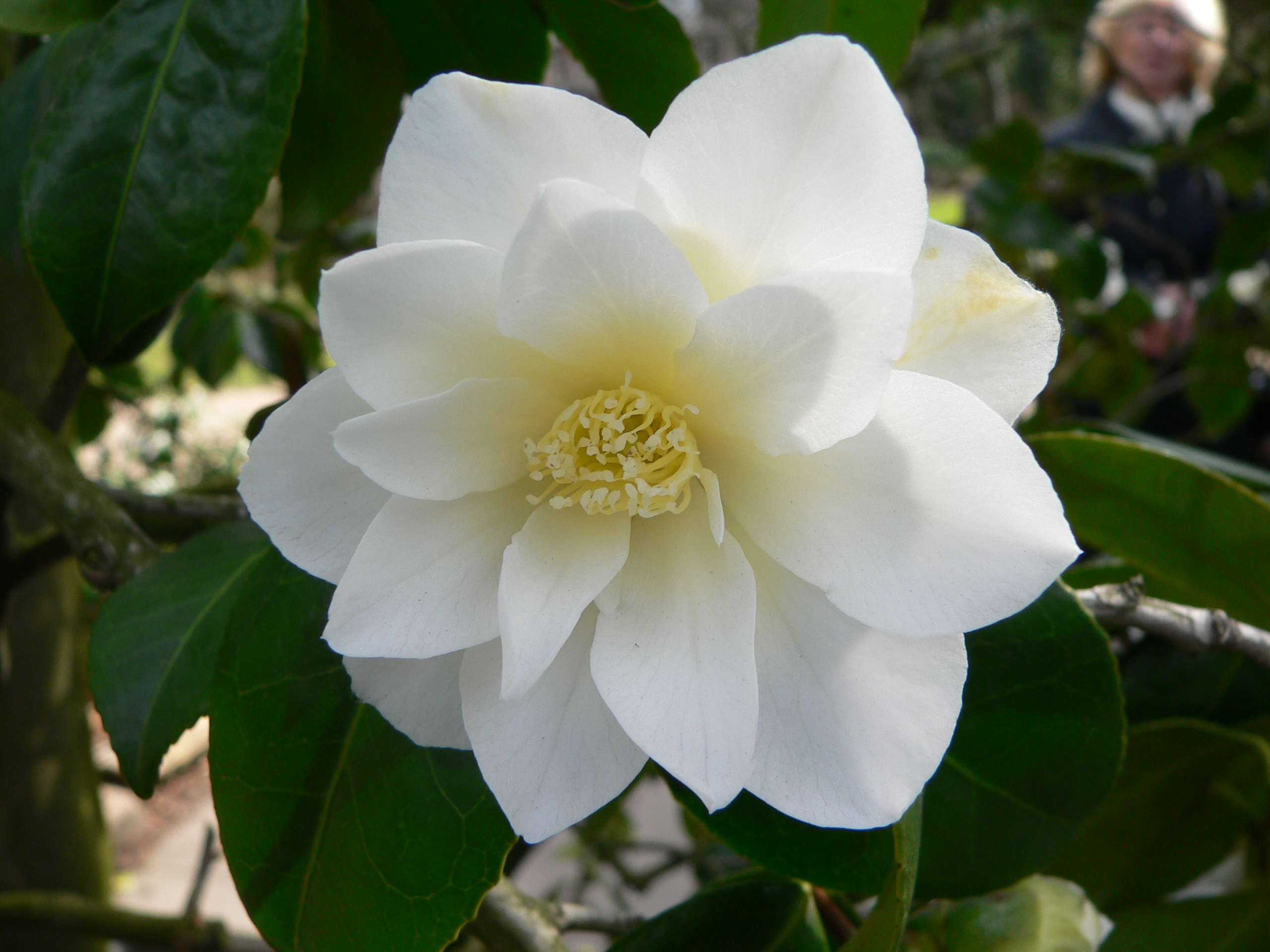
'Triphosa'.
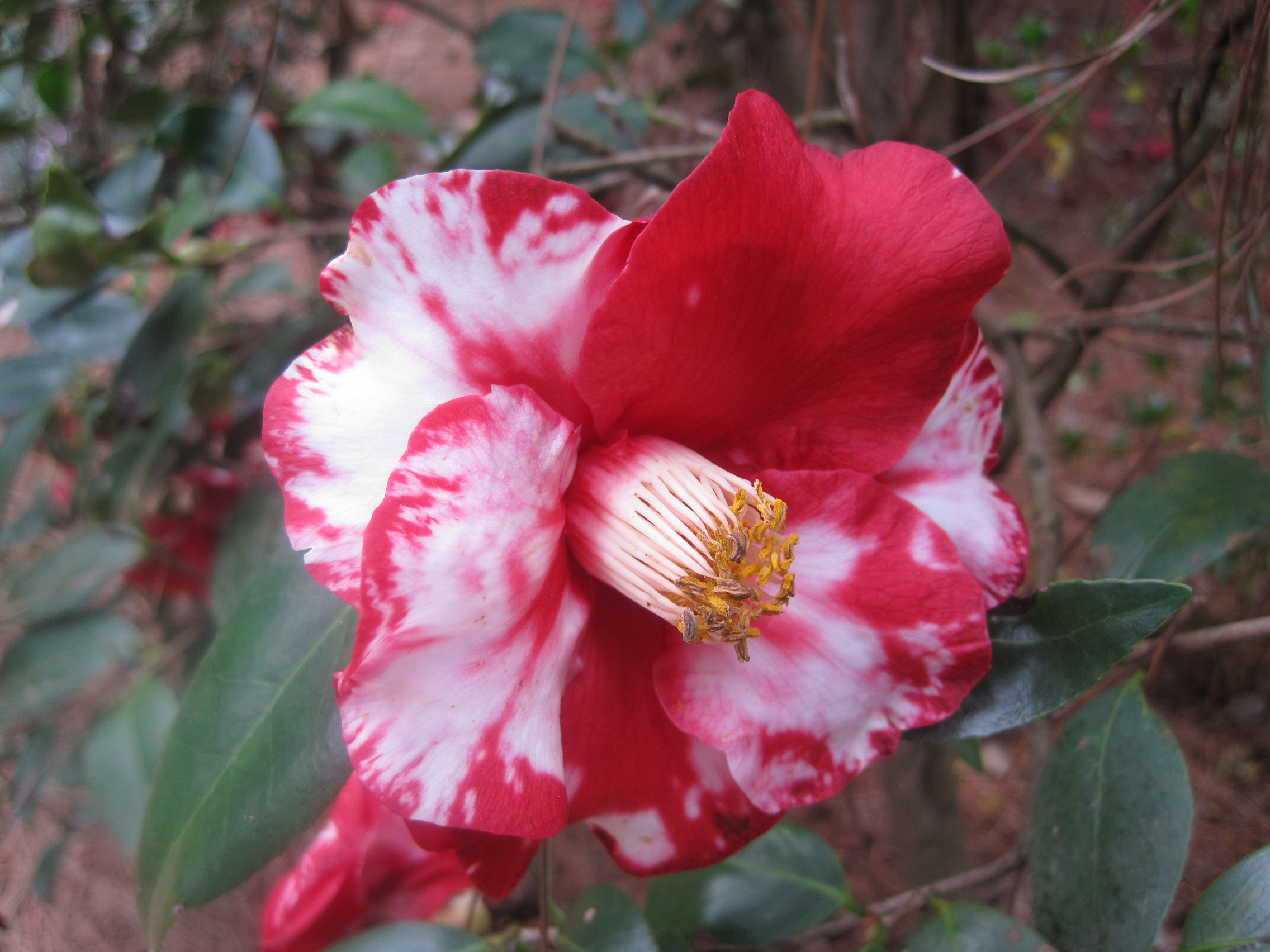
'Ville De Nantes'.
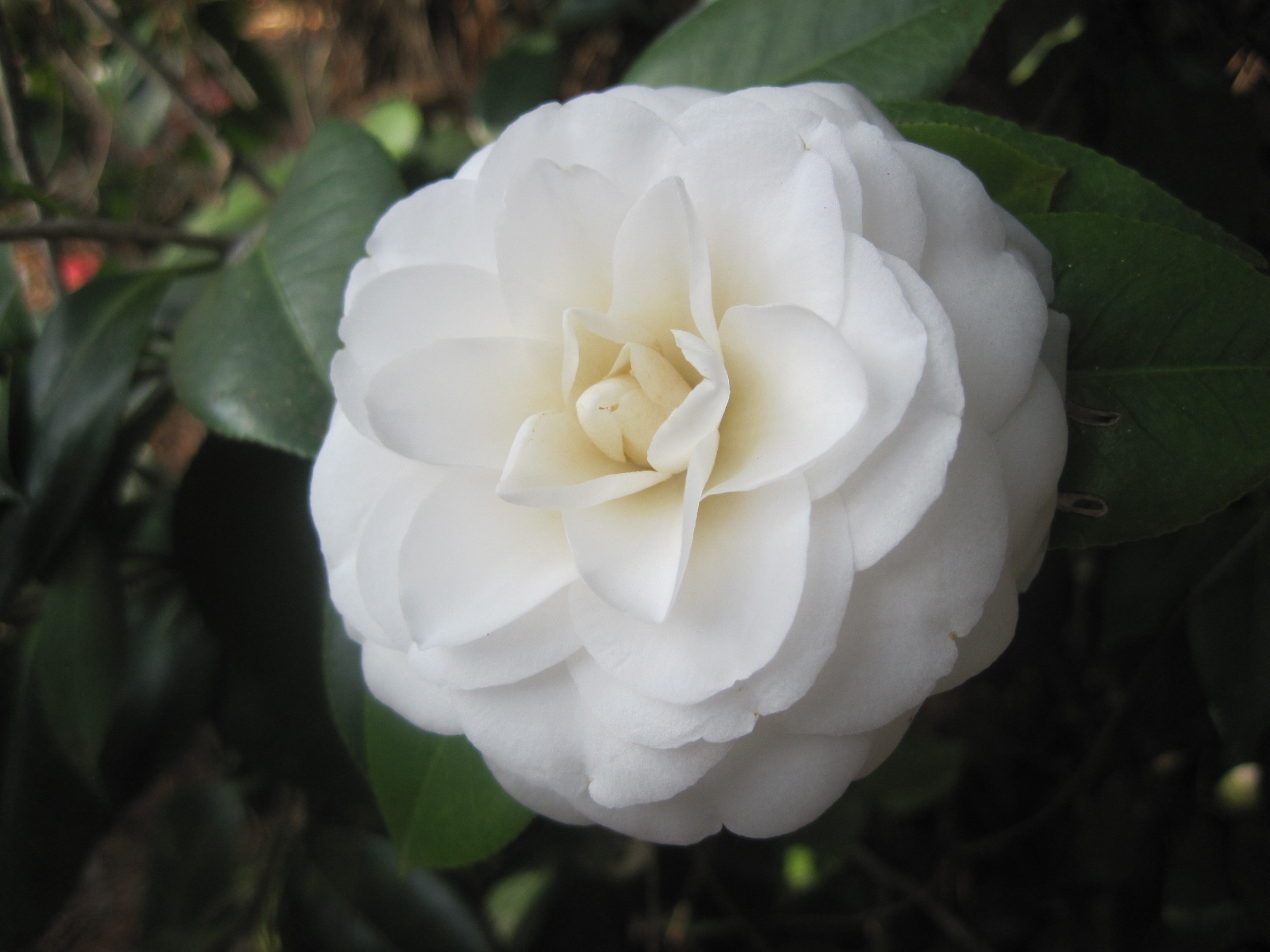
'White by the Gate'.
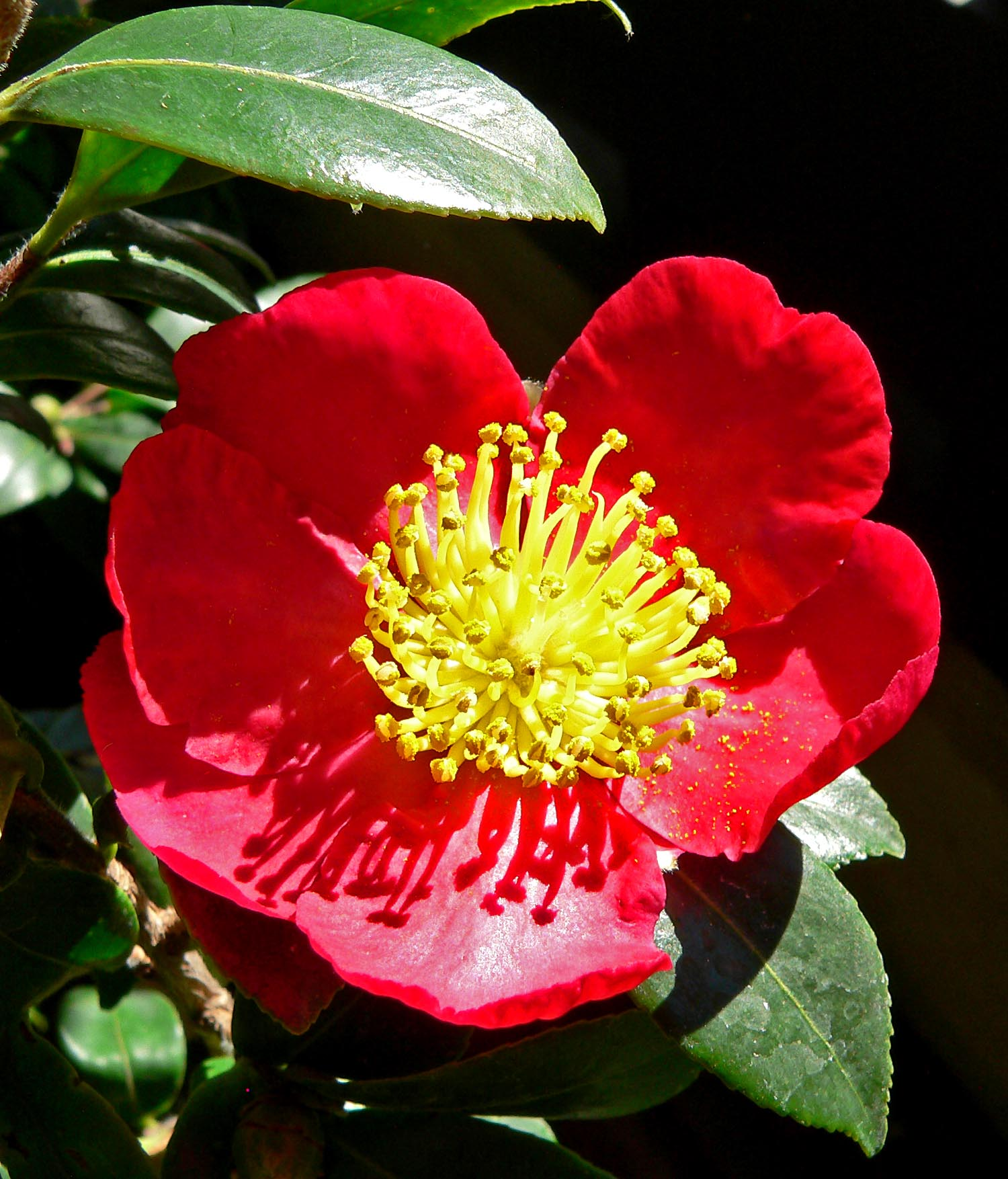
'Yuletide'.
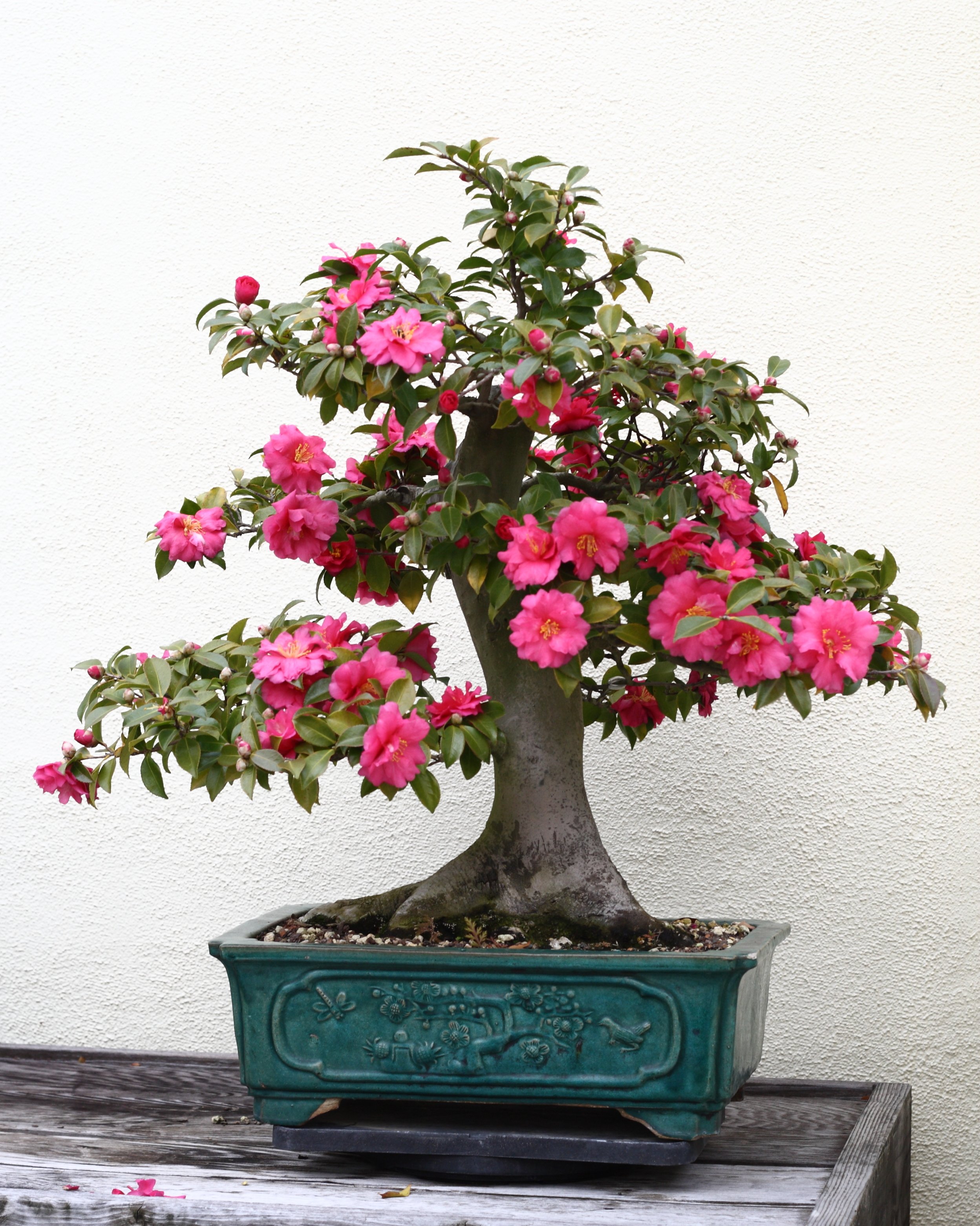
Kamelia odlad som bonsai.
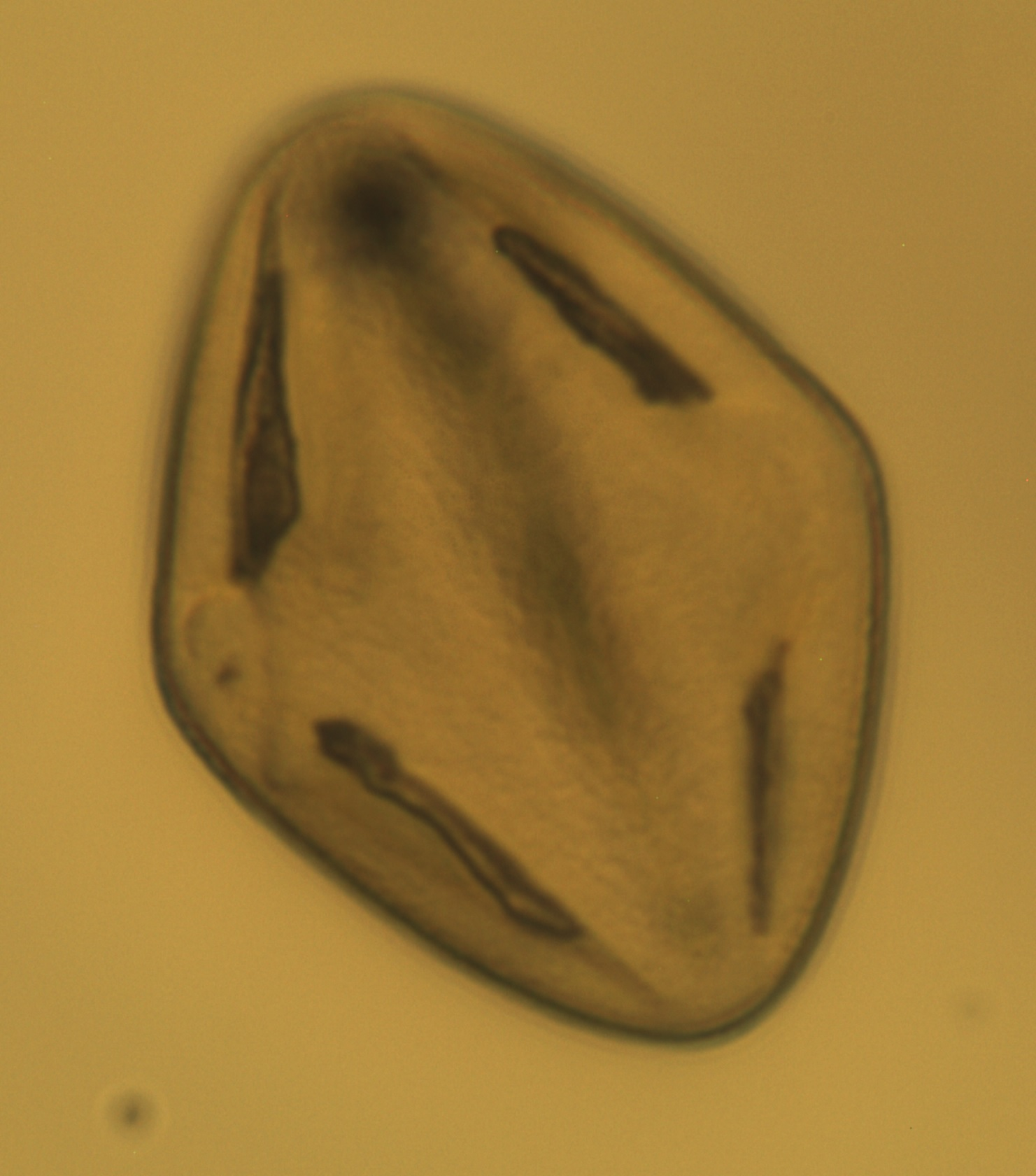
Pollenkorn i 400 × förstoring
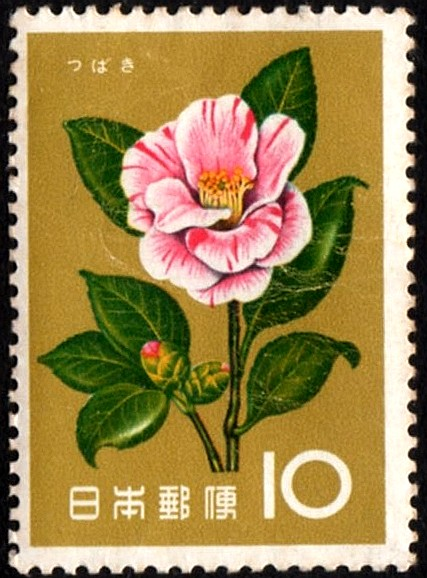
Japanskt frimärke.